# Opération Serval
Pendant la guerre du Mali
L’opération Serval est une opération spéciale militaire menée au Mali par l'Armée française. Lancée en janvier 2013 et menée dans le cadre de l'intervention militaire au Mali, elle s'achève en juillet 2014 lorsque les forces engagées dans le pays intègrent un dispositif régional : l'opération Barkhane.
L'opération a pour objectif de soutenir les troupes maliennes cherchant à repousser une offensive des groupes armés islamistes qui ont pris le contrôle de l'Azawad, la partie nord du pays. Les buts de cette intervention tels qu'exprimés par le président français, François Hollande, le 15 janvier 2013 sont d'arrêter l'avancée en direction de Bamako des forces djihadistes, sécuriser la capitale du Mali et permettre au pays de recouvrer son intégrité territoriale.

## Contexte
Depuis le 17 janvier 2012, un conflit armé oppose dans le nord du Mali l'armée malienne aux rebelles touaregs du Mouvement national pour la libération de l'Azawad (MNLA) et au mouvement salafiste Ansar Dine, alliés à d'autres mouvements islamistes.
Le MNLA revendique l'autodétermination et l'indépendance de l'Azawad qui correspond aux trois régions maliennes de Kidal, Tombouctou et Gao. Le gouvernement malien refuse ces revendications, défendant l'intégrité du territoire malien. Le mouvement Ansar Dine de l'ancien combattant touareg Iyad ag Ghali défend, lui, l'instauration d'une république islamique avec l'application de la charia.
Le 15 novembre 2012, François Hollande, président français reçoit le président nigérien, Mahamadou Issoufou, à l'Élysée pour discuter d'une intervention française et de la protection des exploitations française des mines d'uranium, au Niger, à la frontière avec le Mali,.

## Forces engagées

### Forces spéciales

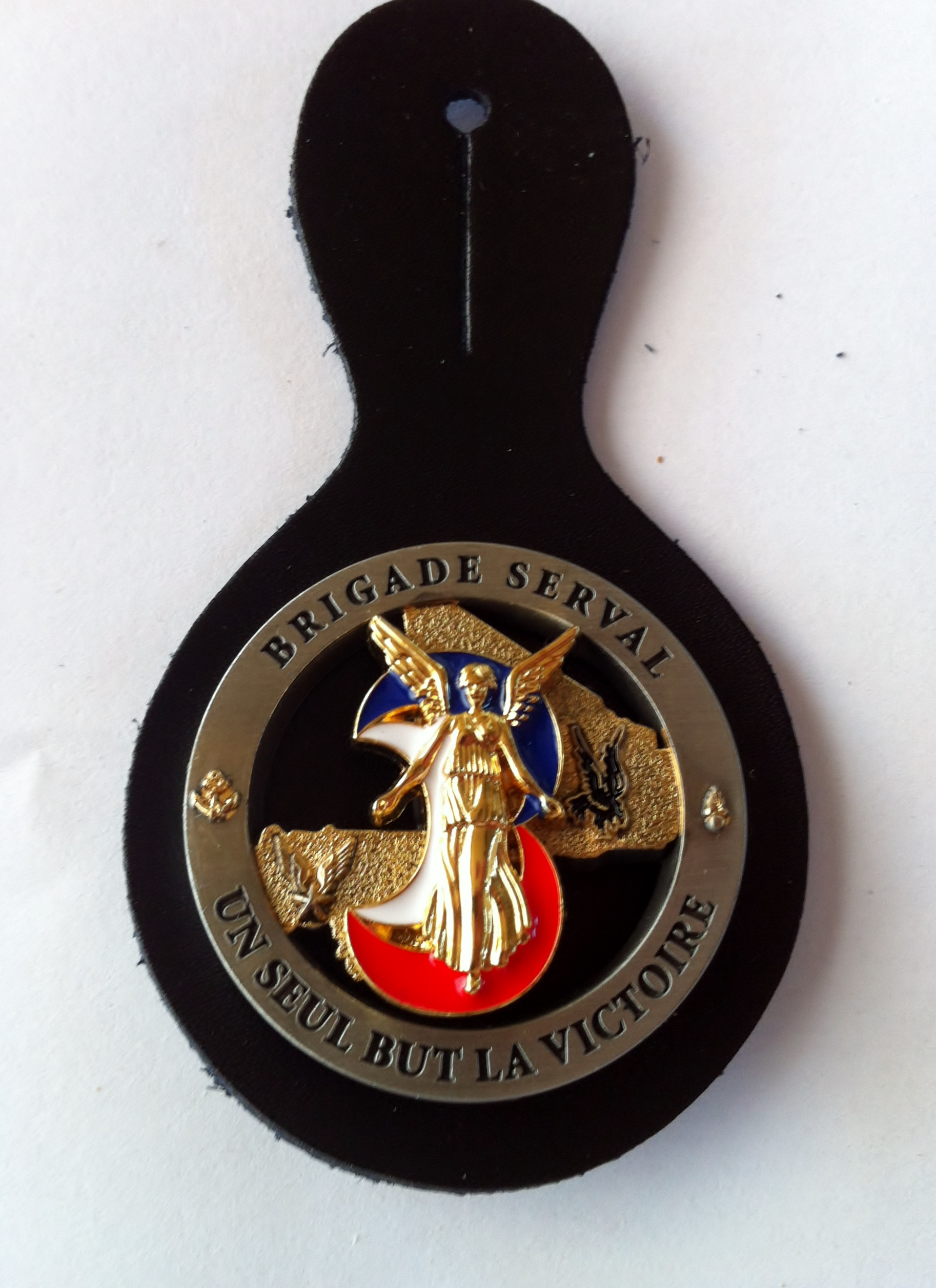
de la brigade Serval. Basé sur celui de la 3e brigade mécanisée avec sa devise : Un seul but, la victoire auquel a été rajouté la carte du Mali et les insignes d'armes ayant participé aux opérations au Mali en 2013.

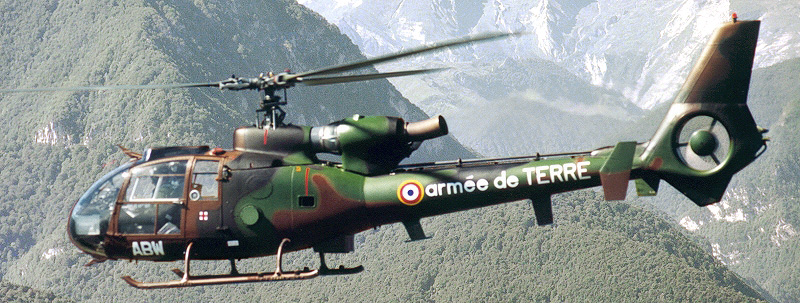
Les hélicoptères Gazelle du 4e RHFS sont les premiers aéronefs français à cibler les colonnes Djihadistes.

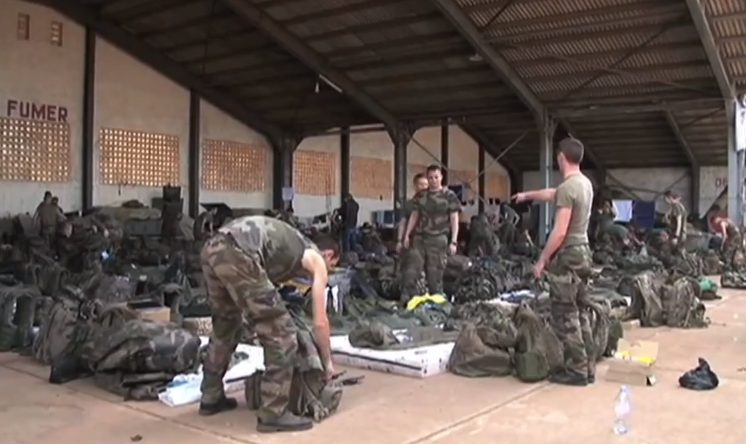
Troupes françaises à Bamako dans le cadre de l'opération Serval en 2013.

Les premières troupes françaises à intervenir sont celles des forces spéciales du COS prépositionnées au Sahel dans le cadre du dispositif Sabre qui se déploient dans le secteur de l'aéroport de Mopti-Sévaré.
Ensuite, les forces spéciales continuent d'assurer des missions de reconnaissance et d'appui de l'armée malienne. On estime, selon certaines sources (les détails des opérations spéciales sont classifiés secret défense), que plus de deux cents commandos, appartenant aux trois armées, sont impliqués dans l'opération Serval, ce qui représenterait l'une des plus grosses opérations jamais menées par le COS.
Les forces spéciales des trois armées sont déployées dans l'Adrar des Ifoghas afin de mener des missions de renseignement humain et vraisemblablement de guidage de frappes aériennes.

### Forces terrestres

#### Forces terrestres françaises

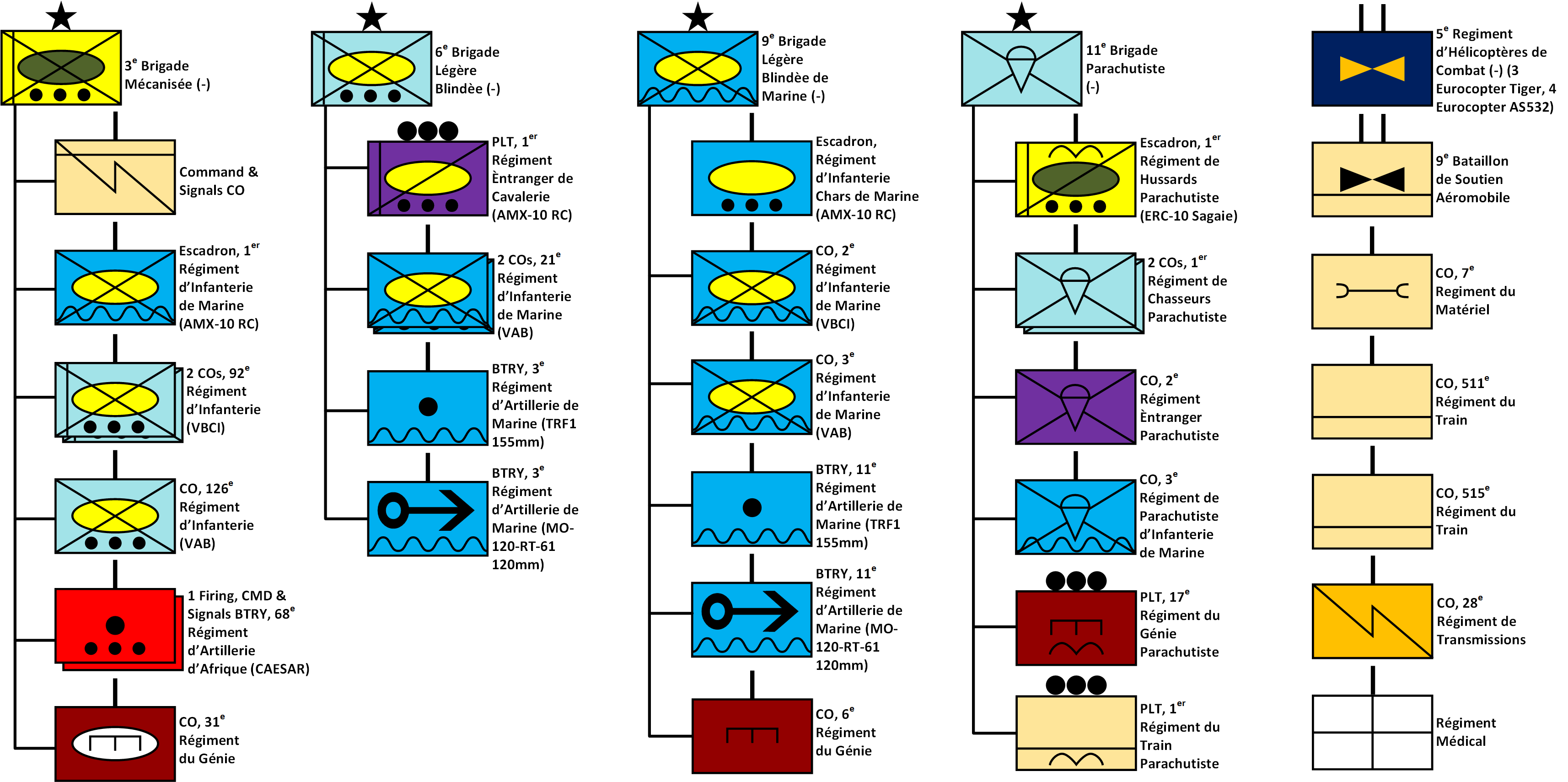
Ordre de bataille initial des forces de l'armée de terre française engagés dans l’opération Serval.

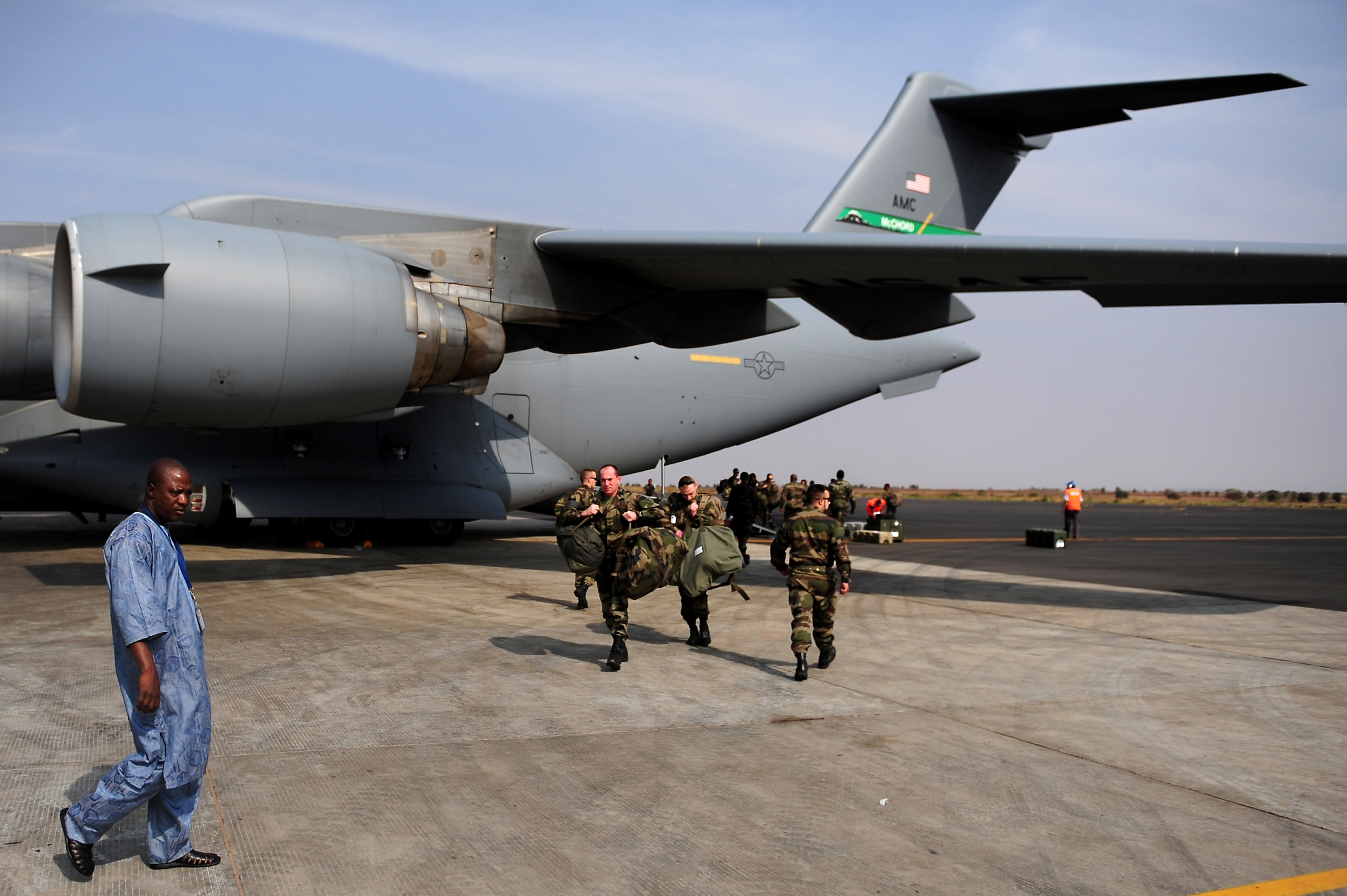
Débarquement de soldats français à l'aéroport international de Bamako-Sénou depuis un C-17 américain le 23 janvier 2012.

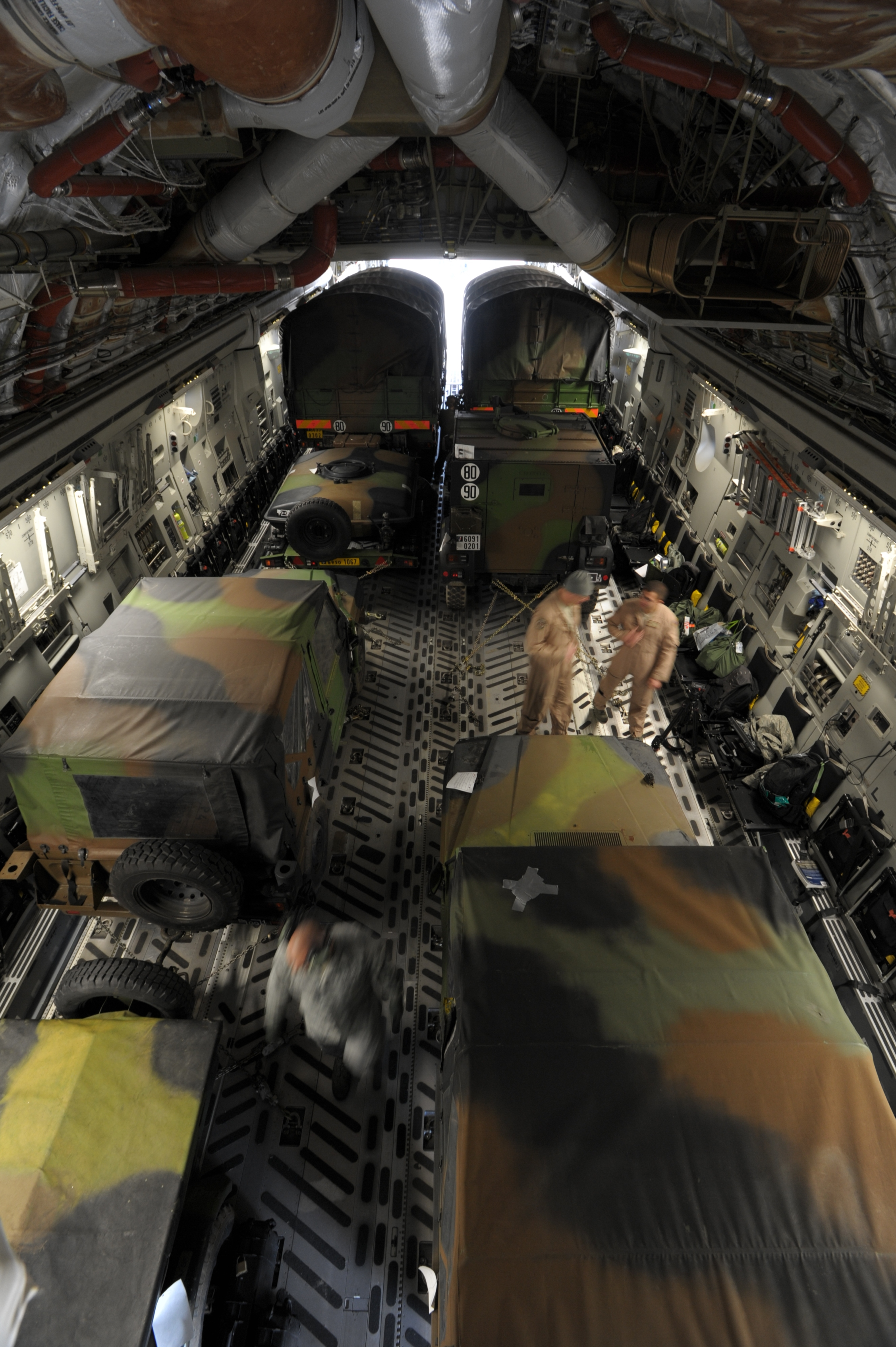
Des véhicules français transportés au Mali à bord d'un avion C-17 américain, le 31 janvier 2013.

À partir de la nuit du 10 au 11 janvier 2013, des éléments des forces spéciales sont engagées dans la région de Mopti puis sont rapidement renforcées par la projection à Bamako par avions C-130 Hercules et C-160 Transall de deux cents militaires du 21e RIMa prélevés sur le dispositif Épervier, basé au Tchad ainsi que d’un peloton de légionnaires du 1er REC d’Orange.
En métropole, les légionnaires du 2e REP qui sont d'alerte Guépard sont mis en alerte le 11 janvier. Ils forment un groupement parachutiste avec l'état-major, la 2e compagnie (quaternaire) renforcée d'une section anti-char (SAC), un groupe de commandos-parachutistes; deux compagnies (tertiaires) du 1er RCP elles-mêmes renforcées d'une section chacune du 17e RGP. Le REP quitte Calvi quelques jours plus tard pour la Côte d'Ivoire afin de préparer le saut sur Tombouctou. La 3e Cie du 2e REP, déjà projetée à Bangui en décembre 2012, est mise en alerte à son retour sur Libreville (Gabon) et rejoindra le régiment dans les Ifoghas pour la deuxième phase de l'opération.
La montée en puissance des effectifs de l'armée de terre se poursuit avec le déploiement d'une compagnie du 2e RIMa, stationné à Auvours, qui rejoint Bamako au cours du week-end du 12 au 13 janvier. Parallèlement, un renforcement des moyens aéromobiles de l'ALAT est décidé avec l'acheminement à partir du 14 janvier 2013 d'hélicoptères d'attaque Tigre HAP, offrant des capacités de protection supérieures aux Gazelle mises en œuvre par le COS. Les moyens terrestres se voient également renforcés par l’acheminement en partie assuré par des avions C-17 Globemaster III mis à disposition par la Royal Air Force d'engins de type véhicule de l'avant blindé (VAB) et de chars légers de type ERC-90 Sagaie et AMX-10 RC, en provenance du Tchad et de France.
Une soixantaine de véhicules blindés prélevés sur le dispositif Licorne déployé en Côte d'Ivoire est acheminée à l'aéroport de Bamako par voie terrestre dans la nuit du 14 au 15 janvier afin de renforcer les moyens français luttant contre les forces djihadistes. Ces engins, notamment des blindés légers de type ERC-90 Sagaie, VBL et VAB, sont dans un premier temps cantonnés dans la capitale malienne avant d'être engagés dans les combats qui opposent l'armée malienne, appuyée par des soldats des forces spéciales et l'aviation française, aux islamistes armés. Les renforts humains associés se composent d'un sous-groupement tactique interarmées (SGTIA) de deux cents militaires armé par les 3e RPIMa, 1er RHP et 17e RGP, détachés en Côte d'Ivoire.
L’ensemble de ces effectifs supplémentaires est commandé par un état-major tactique mis en œuvre par le 21e RIMa du colonel Paul Gèze. Au total, au soir du 15 janvier 2013, les effectifs des forces terrestres françaises engagées au Mali s’élèvent à huit cents hommes. Ces effectifs au sol sont portés à 1 400 hommes le 17 janvier 2013 puis 1 800 hommes le 18 janvier 2013, selon le ministère de la Défense, faisant de l'opération Serval la première opération extérieure de l'armée française du point de vue des effectifs engagés, devant son engagement en Afghanistan.
Le commandement des forces terrestres, dirigé par le général Bertrand Clément-Bollée, organise le déploiement des forces dans le cadre de ses missions qui sont la préparation opérationnelle des forces, le suivi de leurs capacités et le soutien organique de leur engagement opérationnel.
En 2013, l'armée française engage 1 448 véhicules, dont plus de 450 blindés avec notamment : 216 VAB, 36 VBCI, 25 AMX-10 RC, 9 ERC-90 Sagaie, 58 PVP, 127 VBL. Les effectifs en véhicules non blindés sont de : 12 PEB, 16 CLD, 22 LOT 7, 9 KERAX, 79 VTRL, 36 TRM 10000, 22 CCP10, 305 GBC 180, 36 TRM 2000, 13 VLRA, 205 P4, 20 SURFELD, 37 VLTT. Pour les pièces d'artillerie, 4 CAESAR et 8 MO 120 sont engagés. Pour les aéronefs, l'armée déploie 6 hélicoptères Gazelle, 6 hélicoptères Puma, 4 hélicoptères Tigre et 1 Pilatus.

### Forces aériennes

#### Forces aériennes françaises

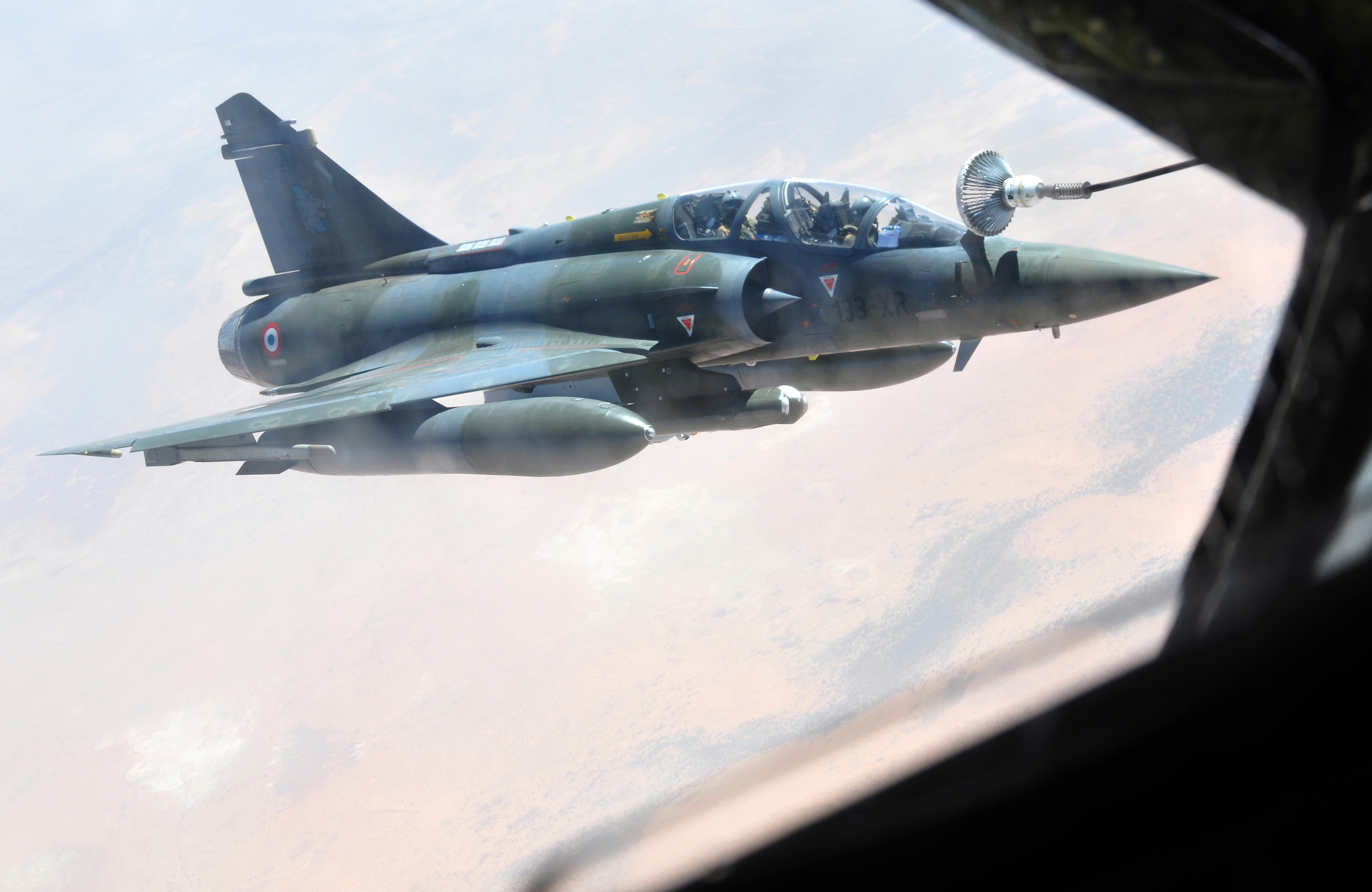
Un Mirage 2000D de l'escadron de chasse 3/3 Ardennes ravitaillé par un KC-135 américain au-dessus du Mali, le 5 février 2012. Ce couple d'aéronefs est employé pour les premières frappes de l'armée de l'air au Mali.

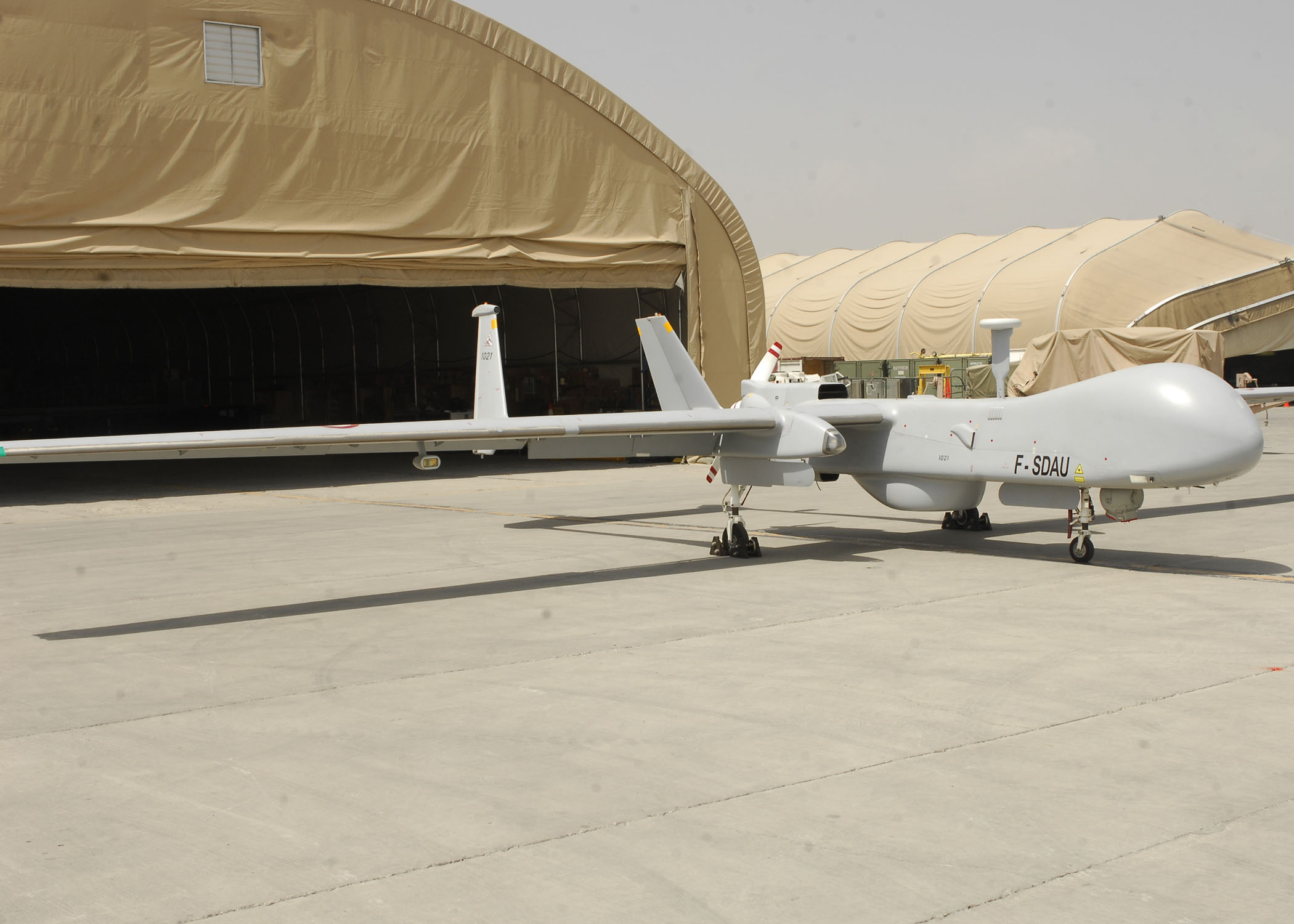
Un drone MALE Harfang à Bagram, en 2009. L'armée de l'air déploie à Niamey deux Harfang pour des missions de renseignement, de désignation d'objectifs et de visualisation des combats.

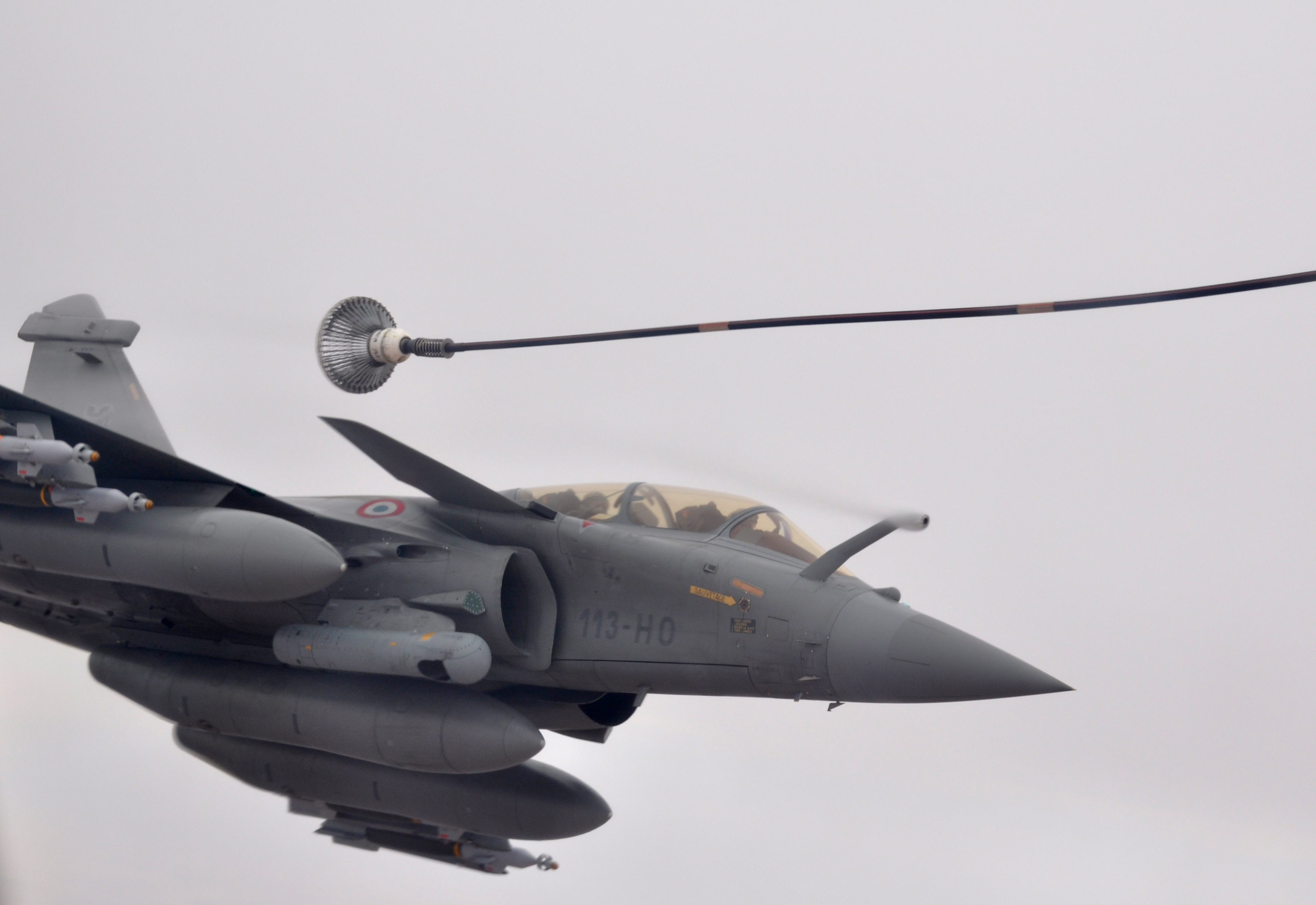
Rafale B 113-HO de l'Escadron 2/92 "Aquitaine" de l'armée de l’air française à la sortie d'un ravitaillement en vol lors d'une opération au Mali le 17 mars 2013.

Dès le début de l'opération, l'armée de l'air place en alerte ses moyens aériens basés à l'aéroport international de N'Djaména dans le cadre du dispositif Épervier et décide de les renforcer.
Ces moyens comprennent des aéronefs, du personnel de soutien, notamment, leurs mécaniciens, ainsi que des forces spéciales, en particulier, le Commando parachutiste de l'air n°10 et le Commando parachutiste de l'air n° 20.

##### Appareils de combat
Trois Mirage 2000D et un C-135FR du GRV Bretagne qui devaient rentrer en France restent sur place, s'ajoutant au dispositif identique qui venait les relever. Ce sont donc, en plus des deux Mirage F1 CR, six Mirage 2000D, trois C-135FR, un C-130 Hercules et un C-160 Transall qui arment le groupement air de la force Épervier dès le 12 janvier.
Le détachement Rafale à N'Djaména compte, à partir du 14 janvier 2013, six appareils, dont deux biplaces qui effectuent des missions d'interdiction aérienne, d'appui aérien rapproché mais aussi de reconnaissance, à l'aide de la nacelle Reco NG. Ce dernier est armé par une quinzaine d'équipages en provenance des escadrons de chasse 1/91 Gascogne, 1/7 Provence et 2/30 Normandie-Niemen, constitués chacun d'un pilote et d'un navigateur officier systèmes d'armes (NOSA), qui effectuent une moyenne de quatre sorties par jour. Sur les 100 militaires que compte le détachement Rafale, 80 techniciens mettant en œuvre un lot technique de 90 tonnes assurent le maintien en condition opérationnelle des aéronefs.
Le 15 janvier 2013, les deux Mirage F1 CR de l'escadron de reconnaissance 2/33 Savoie basés à Ndjamena sont transférés à l’aéroport international de Bamako-Sénou. Ils sont rejoints le 17 janvier 2013 par trois Mirage 2000D et leur groupe de soutien, également en provenance de Ndjamena. Dans un souci de ménagement des avions ravitailleurs français et afin de maximiser l'allonge des aéronefs, les six Mirage 2000D mobilisés opèrent tous de Bamako depuis début février 2013. Ce sont ensuite deux C-135FR qui viennent renforcer le détachement aérien à Bamako dans le but de faciliter le soutien des opérations aériennes.
L'Armée de l'air engage, à compter du 17 janvier, le plot CSAR de l'opération Serval. Il est composé de 2 Puma de l'escadron d'hélicoptères 01.067 Pyrénées. Par cette présence, l'Armée de l'air assure la sécurité des équipages survolant le territoire hostile. Également intégrés au GAM de l'Armée de terre, les équipages du « Pyrénées » interviendront au plus près des zones de combats pour extraire les blessés français et africains.
À partir du 16 janvier 2013, l'armée de l'air déploie à Niamey, la capitale du Niger, deux drones MALE Harfang mis en œuvre par l'escadron de reconnaissance 1/33 Belfort afin d'apporter un soutien en matière de renseignement d'origine image (ROIM). Réalisant sa première mission opérationnelle au-dessus du Mali dès le 18 janvier 2013, et effectuant aussi des missions de désignation d'objectifs, l'Harfang bat, au cours de son engagement sur le théâtre malien, son record d'endurance, réalisant un vol de 26 h 10.
L'armée de l'air stationne au Sénégal un AWACS Boeing E-3F Sentry de la base aérienne 702 Avord. Cet avion radar est déployé au-dessus du Mali afin de coordonner les opérations aériennes françaises, notamment lors des opérations aéroterrestres aboutissant au parachutage du 2e REP sur Tombouctou,.
Le 16 avril 2013, 6 aéronefs quittent le théâtre des opérations. Trois Mirage 2000D, deux Rafale et un C-135FR quittent le Mali pour rejoindre leurs bases aériennes en France. Les trois Mirage 2000D, stationnés à Bamako, ont rejoint la base de Nancy-Ochey. Les deux Rafale, stationnés à N’Djamena, ont rejoint la base de Saint-Dizier. Enfin, le C-135FR a rejoint la base d'Istres.
Il ne reste, dès lors, plus que neuf avions de combat déployés en soutien à l'opération Serval : trois Mirage 2000D à Bamako et six Rafale B/C à N'Djamena. Au 20 juillet 2013, l'aviation française a largué un total de 280 bombes.
Le 7 novembre 2013, les six Rafale B/C sont toujours déployés à N'Djamena et les trois Mirage 2000D sont toujours à Bamako. Deux ravitailleurs sont présents sur zone, un à Bamako et l'autre à N'Djamena. Enfin, les avions de transport tactique sont au nombre de 6 sur la zone : deux Transall à Bamako, un CN235 médicalisé à Gao, un deuxième à Libreville et un troisième à N'Djamena, où se trouve également un Hercules.

##### Commandos parachutistes de l'air
Outre les aéronefs, au bénéfice des forces spéciales ou conventionnelles, l'armée de l'air déploie sur le territoire malien une centaine d'éléments de ses trois unités de commandos parachutistes de l'air, soit 20 % de leur effectif total. Le CPA 20 est opérationnel dès le 12 janvier 2013, puis rejoint par les CPA 10 et 30, remplissant un large spectre de missions parmi lesquelles le guidage d'appui aérien rapproché, voire la saisie de plateformes aéroportuaires.

#### Forces aériennes d'autres États
Le tableau suivant liste les appareils d'États autres que la France ayant contribué à l'opération Serval entre janvier et mars 2013 :
| Destination                                 | Appareil              | État        | Nombre                      |
| ------------------------------------------- | --------------------- | ----------- | --------------------------- |
| Transport                                   | C-17 Globemaster III  | États-Unis  | Plusieurs pour 30 rotations |
| Transport                                   | C-17 Globemaster III  | Canada      | 2                           |
| Transport                                   | C-17 Globemaster III  | Royaume-Uni | 2                           |
| Transport                                   | C-17 Globemaster III  |             |                             |
| Transport                                   | C-160 Transall        | Allemagne   | 2                           |
| Transport                                   | C-130 Hercules        | Belgique    | 2                           |
| Transport                                   | C-130J Super Hercules | Danemark    | 1                           |
| Ravitaillement en vol                       | KC-135 Stratotanker   | États-Unis  | 3                           |
| Ravitaillement en vol                       | KC-767                | Italie      | 1                           |
| Ravitaillement en vol                       | KC-10 Extender        | Pays-Bas    | 1                           |
| Ravitaillement en vol                       | A310 MRTT             | Allemagne   | 1                           |
| Évacuation médicale                         | Agusta A.109          | Belgique    | 1                           |
| Renseignement, surveillance, reconnaissance | MQ-1 Predator         | États-Unis  | Plusieurs                   |
| Renseignement, surveillance, reconnaissance | RQ-4 Global Hawk      | États-Unis  | 1                           |
| Renseignement, surveillance, reconnaissance | Sentinel R1           | Canada      | 1                           |

### Marine nationale

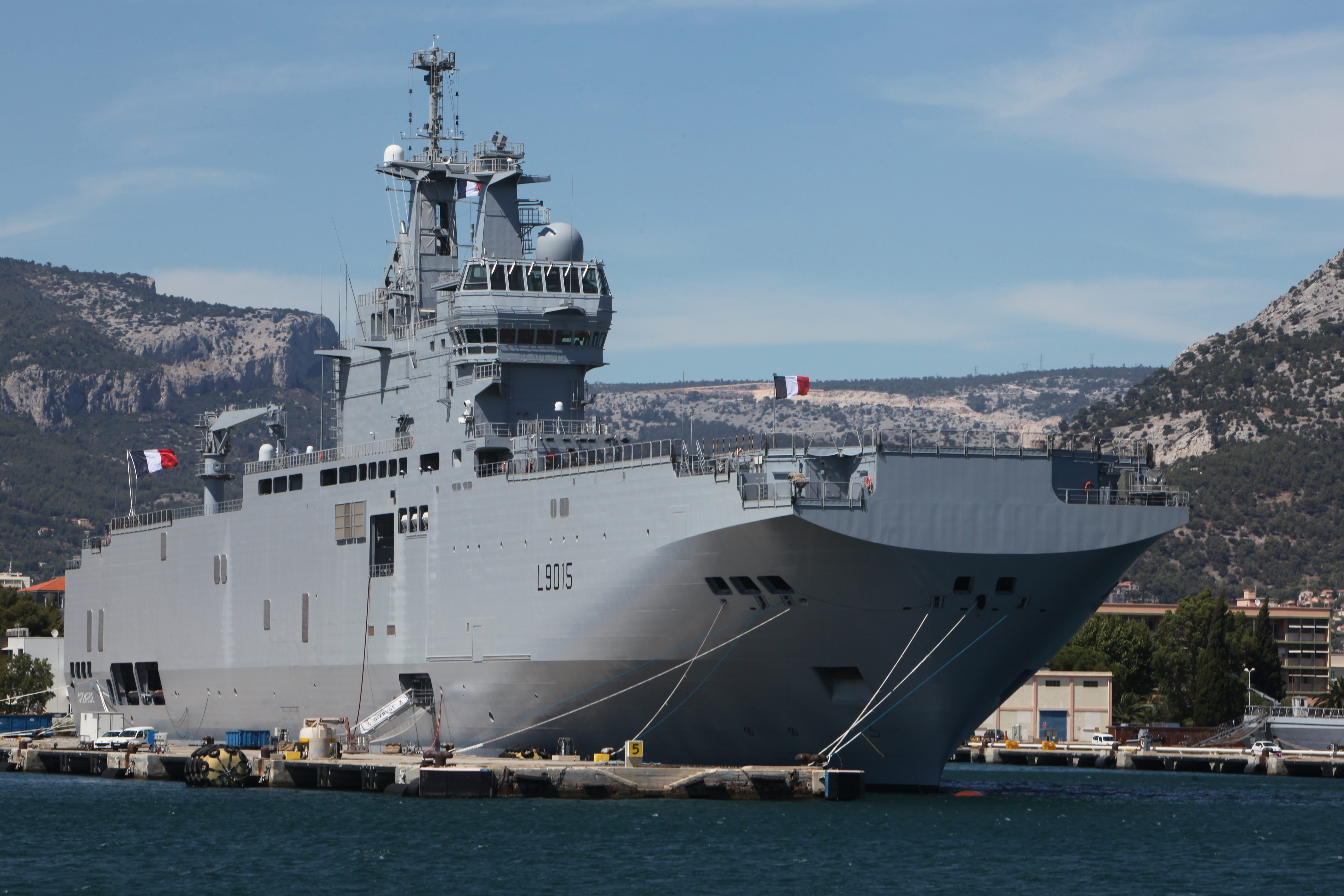
Le BPC, ici à Toulon le 14 juillet 2011, est le premier bâtiment de la Marine nationale engagé dans l'opération Serval.

Les avions de patrouille maritime Atlantique 2, de l'aviation navale, sont utilisés pour les missions d’observation et de renseignement.
Le 18 janvier, le nombre d'Atlantique 2 stationnés à Dakar est porté à cinq, au lieu d'un en condition normale. L’Atlantique 2, est en fait la clé de voûte de l’opération Serval. Ces « sentinelles du ciel peuvent opérer durant 14 heures, un avantage considérable pour « durer » et offrir une permanence sur zone. Ils disposent en outre d’importants moyens de détection : radar, système de détection électro-optique permettant d’obtenir des images de jour comme de nuit, moyens d’écoute, transmission de données… Sans oublier des postes d’observation aménagés dans la carlingue, d’où des guetteurs peuvent observer le terrain survolé. Les avions de PATMAR disposent également d’un atout essentiel. Ils disposent d’un véritable équipage, constitué d’une vingtaine de marins, dont des spécialistes de la détection. D’où leur surnom de « frégates volantes » puisqu’à l’instar d’un bâtiment, cet équipage offre une capacité de réflexion, d’analyse et de compréhension de l’environnement, qu’il peut partager avec l’état-major et les autres moyens engagés. Une valeur ajoutée que ne peut par exemple pas offrir un drone aérien. ».
Pouvant emporter quatre bombes guidées laser GBU-12 de 250 kg, guidées depuis le sol ou à l'aide du pod de désignation d'un avion de chasse, les ATL2 participent également aux frappes aériennes conduites au nord-Mali par l'armée de l'air.
Le 22 janvier 2013, escorté par l'aviso Lieutenant de vaisseau Le Hénaff, le bâtiment de projection et de commandement Dixmude quitte le port militaire de Toulon avec 1 820 tonnes de matériel militaire dont 50 tonnes de munitions et environ 140 véhicules de tout type tels que des VBCI, des chars AMX-10 RC ou des Renault GBC 180, ferroutés depuis le nœud logistique du 4e RMAT de Miramas,. Le BPC arrive au port de Dakar le 28 janvier 2013 et y débarque son fret dont des dizaines de véhicules ainsi qu'un second GTIA, armé par le 92e RI et le 1er RIMa. La colonne de matériels quitte Dakar le 1er février 2013 et atteint Bamako trois jours plus tard, après un long périple routier via Kayes, avant de poursuivre le 5 février 2013 vers Gao.
Le bâtiment civil MN Eider affrété pour l'opération quitte Toulon le 28 janvier avec l'ensemble des matériels de la 1re brigade logistique, soit 2 700 tonnes de chargement, dont environ 250 véhicules. Il transporte de nombreux camions et quelques blindés de combat (VAB, VBCI) destinés à compléter les unités déjà projetées, ainsi que des dizaines de VBL, de PVP et de Peugeot P4. Il arrive à Dakar le 3 février. Par ailleurs, entre le 18 et le 22 février, ce bâtiment effectue une deuxième rotation vers Dakar pour y délivrer du fret à destination des forces déployées dans l’opération Serval ou il est escorté par le PM L'Her.

## Déroulement de l'opération

### Chute de Konna et appel du président malien (du1erau10 janvier2013)

Carte de l'extension maximale (courant janvier 2013) des territoires contrôlés par les rebelles touaregs et les islamistes (contour rose).

Le 1er janvier, de source proche du médiateur burkinabé, une délégation d'Ansar Dine aurait remis une « plateforme politique » au président burkinabé à Ouagadougou. Celle-ci réclamerait que le Mali choisisse entre laïcité et intégrité du territoire.
Le 3 janvier, Iyad ag Ghali fait savoir à l'agence mauritanienne privée Sahara Médias qu'il retire l'offre de cessation des hostilités faite le 21 décembre à Alger, au lendemain de la résolution 2085 du Conseil de sécurité des Nations unies du 20 décembre.
Le 6 janvier, bien que notant qu'Ansar Dine « [remet] un peu en cause le principe de la cessation des hostilités », le ministre burkinabé des affaires étrangères Djibrill Bassolé maintient une réunion prévue pour le 10 janvier entre Ansar Dine, MNLA et émissaires maliens.
Le 7 janvier, plusieurs convois de pick-ups fortement armés s’avancent jusqu'à Boré, à 25 km des positions maliennes, après l'installation quelques jours auparavant d'une base arrière des djihadistes à Bambara Maoudé. L'armée malienne procède à des « tirs de sommation » dans la nuit du 7 au 8 janvier, puis progresse entre Konna et Douentza. L'ennemi recule.
Les djihadistes attaquent Konna le 10 janvier à 8 heures 30. C'est la première fois depuis neuf mois qu'ils reprennent le combat contre l'armée malienne. D'intenses combats ont lieu jusque vers 16 heures, après quoi l'armée malienne en difficulté se replie vers Sévaré. Un porte-parole du ministère français des affaires étrangères réagit le 10 janvier en demandant le « déploiement rapide d'une force africaine au Mali ainsi que de la mission européenne de formation et de conseil », et en renouvelant un « appel à une fin immédiate de la progression des groupes armés rebelles vers le Sud du Mali ».
Le même jour, le conseil de sécurité de l'ONU réuni en urgence à la demande de la France communique sa « profonde inquiétude relative aux mouvements militaires et aux attaques de terroristes islamistes signalés dans le nord du Mali, en particulier la prise de la ville de Konna » et l'ambassadrice des États-Unis auprès de l'ONU Susan Rice indique que les autorités maliennes ont fait parvenir au conseil de sécurité de l'ONU une demande d'aide militaire consistant pour l'essentiel en une demande adressée à la France. L'ambassadeur français auprès de l'ONU, Gérard Araud, précise qu'il s'agit d'une lettre du président malien Dioncounda Traoré adressée à Ban Ki-moon qui l'a communiquée au conseil de sécurité, et que la France fera connaître sa réponse le lendemain.
Le même jour, un reporter du magazine allemand Der Spiegel assiste à des atterrissages d'avions Transall français à l'aéroport de Sévaré.

### Décision d'intervention de la France (11 janvier2013)
Le 11 janvier 2013 à 10 h 30, lors de ses vœux au corps diplomatique, François Hollande indique que la France répondra présente, aux côtés de ses partenaires africains, à la demande des autorités maliennes, dans le cadre des résolutions du Conseil de sécurité des Nations unies, et se déclare « prêt à aider l'arrêt de l’offensive des terroristes » si elle devait se poursuivre. Avant le déclenchement de l'opération, François Hollande a consulté par téléphone des chefs d'État africains, dont le président sud-africain Jacob Zuma, alors que ceux-ci ne l'avaient pas été lors de l'intervention de 2011 en Libye.
Vers 11 h, le président français après avoir réuni un conseil de défense, donne l'ordre aux armées françaises d'engager les combats en appui de l'armée malienne dans le cadre de l'opération Serval, qui « durera le temps nécessaire »,.
À 11 h 45 un témoin indique à RFI avoir assisté à un échange de tirs entre deux hélicoptères et des djihadistes à Konna. Exigeant une enquête sur la mort de cinq civils, Amnesty International s'appuiera, le 1er février, sur des témoignages de militaires et d'un ministre maliens pour affirmer que « les bombardements ont effectivement eu lieu dans la matinée du vendredi 11 janvier », ce que démentira le porte-parole de l'état-major français : « il n'y a pas eu d'intervention française dans la matinée du 11 janvier sur Konna ».
Vers 16 h, soit cinq heures après l'ordre d'engagement donné par le président de la République, plusieurs hélicoptères d'attaque Gazelle du 4e RHFS équipés de canon M621 de calibre 20 mm ou de missiles HOT, entrent en action et attaquent les colonnes de rebelles se dirigeant vers Konna, détruisant quatre véhicules et entraînant leur repli. Durant cette offensive, le lieutenant Damien Boiteux, pilote d'une des Gazelle engagées, est mortellement touché à l’aine par une balle d'arme légère qui sectionne son artère fémorale.
À 17 h François Hollande prononce une allocution télévisée dans laquelle il indique que l'armée française a engagé le combat aux côtés des forces maliennes. L'opération a officiellement pour but de mettre un coup d’arrêt brutal à l’avancée des groupes jihadistes vers le sud du Mali et d’assurer la sécurité des quelque 5 000 ressortissants français présents dans le pays.
Le 15 janvier, lors d'une visite aux Émirats arabes unis, initialement à dominante économique, François Hollande a indiqué les « trois buts » de l'opération : stopper l'avancée en direction de Bamako des forces djihadistes, « sécuriser Bamako, où nous avons plusieurs milliers de ressortissants » et « permettre au Mali de recouvrer son intégrité territoriale » en appuyant la mission confiée aux forces de la Cédéao, tout en soulignant que la France n'a pas vocation à rester au Mali.

### Frappes aériennes des 12 et 13 janvier 2013
Dans la nuit du 11 au 12 janvier, quatre Mirage 2000D du groupement air du dispositif Épervier effectuent des frappes dans le nord du pays à l'aide de bombes guidées laser GBU-12. Pour effectuer ces missions, les patrouilles de chasseurs sont appuyées par deux ravitailleurs C-135.
Le 13 janvier 2013, le ministère de la Défense annonce qu'une opération de bombardement des forces d'AQMI à proximité de Gao a été réalisée le même jour par 3 Rafale B et 1 Rafale C partis de la base de Saint-Dizier. La mission ayant été préparée avant que l'Algérie n'autorise le survol de son territoire, les avions ont survolé l'Espagne et le Maroc. Au cours d'une mission en vol de 9 h 35, trois Rafale ont largué 18 bombes guidées GBU-12, le quatrième conservant ses bombes AASM. Selon Jean-Yves Le Drian, les objectifs ciblés étaient des camps d’entraînement, des dépôts logistiques et des infrastructures servant de bases arrière aux groupes terroristes. Ces objectifs ont été mis hors d'usage par l'aviation française. À l’issue de ces frappes, accompagnés par deux C-135FR, les quatre Rafale ont rejoint la base aérienne de N'Djamena pour renforcer les moyens engagés dans l’opération Serval[réf. nécessaire].
Le 12 janvier 2013, le ministre de la Défense français, Jean-Yves Le Drian, annonce lors d'une conférence de presse que l'armée de l'air a mené des frappes aériennes sur plusieurs objectifs qui ont permis de détruire des véhicules, ainsi qu’un poste de commandement et des moyens terroristes abrités dans des hangars de la région de Konna. Il révèle également que des moyens de l'aviation de chasse de métropole, en particulier des Rafale, sont placés en alerte. Les attaques initiales ont été guidées par un patrouilleur maritime Atlantique 2, venu du Sénégal, ainsi que par des moyens satellites.
Le même jour, François Hollande déclare à l'issue d'un conseil restreint de défense réuni au palais de l'Élysée qu'un « coup d’arrêt a été porté et de lourdes pertes ont été infligées à nos adversaires » tout en soulignant que la mission des forces armées françaises n'est « pas achevée » et que celle-ci se poursuivra conformément aux résolutions du Conseil de sécurité des Nations unies.
Le 13 janvier 2013, le ministre des Affaires étrangères, Laurent Fabius, déclare que la progression des groupes islamistes vers le sud est stoppée et que la France a commencé à « s'occuper des bases arrière des terroristes ». De son côté, le ministre de la Défense, Jean-Yves Le Drian, annonce que des raids aériens français sont conduits en permanence dans le nord du pays et assure que l'engagement français dans le cadre de l'opération Serval a empêché les islamistes de s'emparer de la capitale malienne.
Également le 13 janvier, le porte-parole du MUJAO, Omar Ould Hamaha, dit le « barbu rouge », déclare dans un entretien téléphonique avec un journaliste de la radio Europe 1,,,, : « Les Mirage ont bombardé Gao. Ils étaient à 13 000 mètres d'altitude. Qu'ils descendent sur le terrain si c'est des hommes ! On les reçoit à bras ouverts. La France a ouvert, pour tous les Français, les portes de l'enfer. Elle est tombée dans un piège beaucoup plus dangereux que l'Afghanistan, l'Irak ou la Somalie. Et ce n'est que le commencement ! »
Pour d'autres précisions sur les frappes aériennes des 12 et 13 janvier, voir le paragraphe « Forces aériennes » ci-dessous.

### Contrôle de la ligne Diabaly-Konna (du 14 au 21 janvier 2013)
De nouvelles incertitudes se font jour les 14 et 15 janvier, tandis que la France renforce son dispositif.
À l'ouest, le 14 janvier, une force djihadiste d'environ 400 hommes, touaregs mais aussi arabes et noirs francophones et anglophones, répartis dans 47 véhicules divisés en deux colonnes, s'empare de Diabaly après des combats avec l'armée malienne qui y possède un camp militaire de 400 hommes. Arrivés vers six heures du matin, les djihadistes mettent un blindé malien hors de combat, et tandis qu'un groupe écrase l'une des trois positions maliennes constituées aux abords de la ville après que les renseignements français eurent signalé l'arrivée de l'ennemi, un autre groupe pénètre au centre de la ville où se trouve le camp militaire. Les Maliens sont mis en déroute en moins de trois heures. Commandés par Ousmane Haïdara, ancien capitaine de l'armée malienne qui a commandé la garnison de Diabaly de 2007 à 2009, les djihadistes connaissaient parfaitement le terrain. Cette action suscite en réplique des frappes aériennes françaises la nuit suivante. Selon des sources maliennes, le lendemain en fin d'après-midi, des militaires français et maliens quittent Niono et se dirigent vers Diabaly par voie terrestre.
Le 15 janvier, des troupes françaises quittent l'aéroport de Bamako dans une trentaine de véhicules blindés, se dirigeant vers le centre du pays. Leur mission est de protéger le pont-barrage de Markala sur le fleuve Niger, à une trentaine de kilomètres au nord-est de Ségou, et d’en empêcher l’accès aux combattants islamistes, lesquels se trouvent à 80 km de là.
À l'est, alors que l'armée malienne avait assuré le 12 janvier contrôler « totalement » Konna, Jean-Yves Le Drian déclare en conférence de presse dans la soirée du 15 janvier : « la ville de Konna n'a pas encore été reprise par les forces armées maliennes ». Il annonce une augmentation progressive, de 750 à 2 500, du nombre de militaires français engagés sur le théâtre malien.
Dans la soirée du 15 janvier, des habitants de Gao rapportent que les télécommunications y ont été coupées.
Le 17 janvier, l'armée malienne publie un communiqué indiquant : « nous avons repris le contrôle total de la localité de Konna, après avoir fait subir de lourdes pertes à l'ennemi », ce qui est confirmé par le ministère français de la Défense le 18 janvier.
Le 17 janvier, 830 soldats nigérians, nigériens, togolais et béninois ont rejoint Bamako pour former les contingents de la mission internationale de soutien au Mali sous conduite africaine (MISMA).
Le 18 janvier, tandis que le maire de Diabaly parle d'« opérations de ratissage » en cours dans sa ville contre les islamistes, le ministère français de la Défense se contente d'affirmer à 18 heures 30, qu'« il n'y a aucun combat à Diabaly à cette heure ».
Le 19 janvier 2013, les forces françaises et maliennes entament un déploiement vers les villes de Niono (270 km au nord-est de Bamako et 60 km au sud de Diabaly) et Sévaré (ville aéroportuaire à 630 km au nord-est de Bamako, au sud de Konna).
Le 21 janvier, le ministère français de la Défense déclare que les villes de Diabaly et Douentza ont été reprises par l'armée malienne.

### Sécurisation de la boucle du Niger (du 22 au 28 janvier 2013)
Le 22 janvier, un camp d'AQMI est bombardé par l'aviation française à Tombouctou. Le 24, d'autres positions sont bombardées à Ansongo.
Selon une source sécuritaire malienne, au cours de la nuit du 26 au 27 janvier, l'armée de l'air française aurait mené une campagne de frappes aériennes dans la région de Kidal et ciblé plusieurs objectifs identifiés dont un camp militaire ainsi que la maison du fondateur du groupe islamiste Ansar Dine, Iyad ag Ghali, qui tenterait depuis de négocier son asile avec la Mauritanie. Cependant, cette information est réfutée par une source militaire française qui indique le même jour que « la maison d'Iyad Ag Ghaly est toujours debout. Il n'y a pas eu de frappes dans la région de Kidal ».
Les opérations terrestres qui permettent aux forces françaises et maliennes de reprendre le contrôle de l'aéroport de Gao, puis de la ville entière et d'effectuer une avancée vers Tombouctou à partir du 24 janvier 2013, sont précédées par une importante phase de frappes aériennes sur des objectifs autour de Gao et Tombouctou. Près d’une trentaine de bombes sont larguées par les chasseurs de l'armée de l'air sur des cibles terroristes au cours des nuits du 24 au 26 janvier. Au total, près de 30 sorties aériennes sont effectuées pendant cette période. Deux Rafale supplémentaires sont déployés le 25 janvier 2013 et immédiatement engagés pour ces frappes, portant à 12 le nombre d'avions de chasse déployés pour les opérations aériennes.

### Prise de Gao (25 janvier 2013)
Dans la nuit du 24 au 25, un pont routier est dynamité par les islamistes à Tassiga pour faire obstacle à la progression vers Gao des troupes africaines regroupées au Niger. L'armée de l'air française poursuit ses raids aériens, jeudi 24 janvier 2013, sur des objectifs dans le secteur d'Ansongo, à proximité du fleuve Niger. Le vendredi 25 janvier 2013, Français et Maliens reprennent Hombori et 160 militaires burkinabés prennent la relève des Français à Markala.
L'opération aéroterrestre du 25 janvier 2013 qui permet aux militaires franco-africains de reprendre simultanément l'aéroport de Gao ainsi que le pont de Wabaria est marquée par l'implication décisive des forces spéciales du COS, confirmée par l'état-major français. Chargé de sécuriser les zones de l'aéroport et du pont autour de Gao, un détachement de commandos est infiltré par voie aérienne et terrestre, sous appui aérien rapproché. Des combats opposent immédiatement les forces spéciales aux rebelles jihadistes, en particulier à proximité du pont stratégique de Wabaria, au cours desquels 15 terroristes sont tués. Plus tard dans la nuit, 10 autres individus à bord d'un 4x4 sont neutralisés par des tirs d'appui aérien menés par un hélicoptère d'attaque Tigre HAP. Un détachement du Commando parachutiste de l'air n° 10, spécialisé dans la saisie de plateformes aéroportuaires, sécurise ensuite l'emprise de l'aéroport après y avoir effectué une reconnaissance et débarrassé la piste des obstacles qui la recouvraient pour y permettre l'atterrissage des avions de transport tactique de l'escadron de transport 3/61 Poitou débarquant hommes et matériels des troupes franco-africaines.
Le 25 janvier 2013, sur le fuseau ouest du front, le groupement tactique interarmes français (GTIA) composé de plus de 600 éléments du 21e RIMa et du 2e RIMa entame avec l'appui d’unités maliennes et du groupement aéromobile (GAM) une progression vers Tombouctou, via Léré. L'objectif est de sécuriser Léré, près de la frontière mauritanienne, et de reconquérir Tombouctou, fief d'Al-Qaida au Maghreb islamique. La progression est cependant rendue difficile par l’état des pistes mais le détachement engagé dans cette reconnaissance ne rencontre pas de résistance.
Le même jour, le ministère de la Défense français annonce qu'une opération aéroterrestre conduite par les forces spéciales françaises et appuyée par les forces aériennes a permis de prendre le contrôle de la zone de l'aéroport de Gao ainsi que du pont de Wabaria, situé sur le fleuve Niger. Il indique également que plusieurs éléments terroristes qui ont pris à partie les forces françaises au cours de l'opération ont été détruits. Le dispositif sur la zone de Gao, jusqu'alors sous contrôle des terroristes du MUJAO, est renforcé avec l’engagement par voie terrestre de 350 militaires maliens et d’une unité du GTIA mené par le 21e RIMa ainsi que par l’aéroportage par avion de transport de plusieurs véhicules et d'unités tchadiennes et nigériennes. Le colonel Thierry Burkhard, porte-parole de l'état-major des armées françaises, indique le 27 janvier que « la prise de contrôle de Gao, qui compte 50 000 à 60 000 habitants, par les soldats maliens, tchadiens et nigériens est en cours ». Le 28 janvier, un hélicoptère Tigre français engage le combat contre un groupe de djihadistes dans la région de Gao, causant la mort de dix d'entre eux et détruisant plusieurs de leurs pick-up, ce qui porte à 25 le nombre de djihadistes tués lors de la reprise de Gao.
Dans la nuit du 30 au 31 janvier, un véhicule de l'armée malienne saute sur une mine entre Hombori et Gossi, quatre soldats maliens sont tués et cinq autres blessés. Le 31 janvier, un bataillon malien et un bataillon nigérien rejoignent Gao. Le 6 février, quatre civils meurent dans l'explosion de leur véhicule causée par une mine sur la route entre Douentza et Gao.

### Prise de Tombouctou (27 janvier 2013)
Dans la nuit du 27 au 28 janvier, les 600 militaires du GTIA 21e RIMa ou encore « la plus grande partie de la force Serval, entre 700 et 800 hommes » suivant l'estimation d'un capitaine, prennent le contrôle de l'aéroport international de Tombouctou ainsi que des accès de la ville. Partis de Niono le 18 janvier 2013, ils ont effectué le trajet de 900 kilomètres de Diabaly à Tombouctou en cinq jours, surmontant 80 ensablements, dont une série de 27 ensablements ayant paralysé la progression pendant 12 heures.
Ils sont précédés par le parachutage sur Tombouctou de 250 légionnaires du 2e REP (formé d'un petit état-major sous les ordres du chef de corps, de la 2e Compagnie, renforcée par une section de la 1re Compagnie, d'une partie de la CEA (SAC) et du groupement commando parachutiste de la 11e Brigade Parachutiste (un détachement de l'EM GCP et deux équipes : 2e REP et 17e RGP) appuyée par plusieurs patrouilles de chasse, des hélicoptères du groupe aéromobile de l'ALAT et des moyens de surveillance (ATL2, Harfang). Le 28 janvier 2013, le porte-parole de l'état-major des armées annonce que les forces françaises et africaines contrôlent désormais la « boucle du Niger » entre les deux chefs-lieux de régions Tombouctou et Gao, et indique que les troupes maliennes sont chargées de mener la reprise de Tombouctou. La reprise de Tombouctou a pu se faire sans « aucun coup de feu, aucune goutte de sang, même pas de résistance passive avec des pièges » a indiqué le commandant en chef de l'opération, le colonel Frédéric Gout. Durant cette opération, un djihadiste a été capturé à Léré et un engin explosif a été désamorcé dans la zone de l'aéroport de Tombouctou. Le matériel pris aux djihadistes se résume à fort peu de choses dont un véhicule de transport de troupes BTR-60. Un dépôt contenant plusieurs tonnes de vivres et de carburant est découvert à 50 km au nord de Tombouctou dans la semaine du 4 février.
Entre le 11 janvier et le 13 février, parallèlement à la prise des villes par les troupes au sol, l'aviation française effectue 970 sorties aériennes dont 200 faites par des avions de combat et plus de 170 frappes sont effectuées.

### Prise de Kidal (30 janvier 2013)
Dans la nuit du 29 au 30 janvier, les forces spéciales françaises prennent possession de l'aérodrome de Kidal, situé au sud-est de la ville, à la suite d'un raid héliporté et d'un poser d'assaut effectué avec un avion de transport. La saisie de la plate-forme de Kidal est confirmée dans la journée du 30 janvier 2013 par Jean-Yves Le Drian, qui annonce que les opérations y sont fortement contraintes à cause d'une tempête de sable. Le même jour, l'aéroport international de Tombouctou est rouvert à la circulation aérienne après remise en condition des infrastructures de piste par les sapeurs du 17e RGP, parachutés la veille. Le ministère français de la Défense annonce également que l'aviation française procède depuis plusieurs jours à des frappes aériennes « assez importantes » dans la région d'Aguel'hoc, située dans l'Adrar des Ifoghas, à une centaine de kilomètres au nord de Kidal. Réalisées par des avions de chasse et des hélicoptères d'attaque, ces frappes permettent le traitement de 25 objectifs. « Les objectifs visés étaient des centres de commandement, des dépôts logistiques, des centres d'entraînement », selon le porte-parole de l'état-major, le colonel Thierry Burkhard. Ces opérations représentent plus de 135 sorties aériennes dont près d’une trentaine assurées par l'aviation de chasse.
Le 31 janvier, de source militaire malienne, une unité de reconnaissance malienne aurait rejoint les éléments français qui ont pris possession de l'aéroport de Kidal deux jours plus tôt. le même jour, les effectifs français engagés dans le cadre de l'opération Serval atteignent un nouveau maximum avec 4 600 soldats mobilisés, dont 3 500 sur le territoire malien. 4 000 soldats français sont présents sur le sol malien, cinq jours plus tard, le 5 février.
Le 31 janvier, les forces tchadiennes parviennent à Kidal où elles participent à la sécurisation de la ville, le général tchadien Mahamat Idriss Déby Itno indiquant : « on n'a pas eu de problèmes avec les gens du MNLA, avec qui on a une très bonne relation d'ailleurs ».

### Visite du président François Hollande
Le 2 février 2013, le président Français François Hollande est accueilli en héros à Tombouctou, 22 jours après le début de l'opération Serval, puis prononce ensuite un discours place de l'indépendance à Bamako, aux côtés du président du Mali Dioncounda Traoré. Il y affirme sa détermination à éradiquer le terrorisme au Mali, qui bien que chassé vers le Nord "n'a pas encore été vaincu". De plus, il appelle le peuple malien à établir une démocratie solide lors des prochaines élections prévues en juillet.

### Opérations de sécurisation de la région de Kidal (du1erau7 février2013)
Le 2 février, deux commandants islamistes sont arrêtés par des combattants du MNLA près de la frontière algérienne ; il s'agit de Mohamed Moussa Ag Mohamed, numéro trois d'Ansar Dine et ancien responsable de la police islamique de Tombouctou, et de Oumeïni Ould Baba Akhmed, du MUJAO. Les prisonniers sont ramenés à Kidal,.
Les forces militaires occupant Kidal depuis le 30 janvier comprennent, outre les forces spéciales françaises, deux sections du 1er RCP ainsi que 1 800 soldats tchadiens, soit la quasi-totalité du contingent fourni par N'Djamena.
Selon le journal tchadien N'djamena-Matin, 24 soldats tchadiens ont été tués et 11 autres blessés le 5 février, à la suite d'une embuscade tendue par les jihadistes lors d'une patrouille au nord de Kidal. L'information n'a été ni confirmée ni démentie par les autorités maliennes ou tchadiennes. Le gouvernement tchadien n'a cependant fait mention que de 11 hommes blessés lors d'un accident de la circulation,,.
Au nord, des soldats français et tchadiens, partis de Kidal, entrent à Aguel'hoc le soir du 7 février.

### Prise de Tessalit (8 février 2013)
Une nouvelle opération aéroterrestre visant à s'emparer de la région de Tessalit est menée par les forces françaises dans la nuit du 7 au 8 février. Des éléments français des forces spéciales sont parachutés dans un premier temps sur l’aéroport de Tessalit afin de sécuriser la piste, permettant le poser d’assaut d'un avion de transport qui débarque les premiers éléments chargés de sécuriser l’aérodrome. Ceux-ci sont rejoints par une cinquantaine de soldats du 1er RCP, initialement basés à Kidal, et acheminés par l’escadron de transport des forces spéciales afin de renforcer ce dispositif et de permettre aux forces spéciales de lancer des patrouilles en vue de s’assurer du contrôle de la ville. Parallèlement, le SGTIA blindé du 1er RIMa réalise un raid blindé de plus de 500 kilomètres à partir de Gao afin de rejoindre dans la matinée du 8 février les éléments français déployés dans la zone de Tessalit. Le dispositif est ensuite complété par les éléments des forces armées tchadiennes, partis de Kidal dans la journée du 7 février. Cette opération est exécutée avec l’appui d’hélicoptères et d’appareils de l’armée de l’air qui ont réalisé pour cette seule nuit plus d’une trentaine de sorties dont une douzaine consacrée aux frappes afin de sécuriser la zone.
Le lendemain, le 9 février 2013, 10 sapeurs parachutistes du 17e RGP sont parachutés sur l'aéroport de Tessalit avec près de 14 tonnes de matériel de réhabilitation et de vivres. Menée dans l'objectif de réhabiliter la piste entravée par plusieurs buttes de terre, cette nouvelle opération aéroportée est réalisée par deux Transall et un Hercules de l'armée de l'air en provenance d'Abidjan. Le 11 février, la piste en latérite est remise en état sur toute sa longueur, permettant l'atterrissage des avions de transport militaires.

### Combats dans la région de Gao (février-mars 2013)
Début février, les affrontements se poursuivent dans la région de Gao entre les troupes franco-maliennes et des groupes de combattants du MUJAO.
Le 5 février, les forces nigériennes de la MISMA quittent la ville de Ménaka afin d'aller renforcer les troupes maliennes et françaises à Gao. Cependant une quarantaine de combattants du MNLA profitent de leur départ pour prendre le contrôle de la ville. Le même jour, des islamistes effectuent des tirs de roquettes sur des positions militaires françaises et maliennes. Le lendemain, quatre civils maliens sont tués par l'explosion d'une mine entre Gao et Douentza,.
Le 9, quatre véhicules ennemis avec à leur bord des hommes lourdement armés sont identifiés par une patrouille de Mirage 2000D dans le Gourma, entre Gao et Tombouctou. En étroite coordination aérienne avec les Mirage 2000D, deux hélicoptères Tigre HAP, accompagnés d’un hélicoptère Puma du groupement aéromobile (GAM) basé à Gao, sont engagés et détruisent deux des véhicules.
Dans la nuit du 9 au 10 février, un nouveau kamikaze se fait exploser à un poste de contrôle à l'entrée nord de Gao, sans faire de victimes. Quelques heures plus tard, un commando du MUJAO pénètre jusqu'au centre de la ville et engage le combat avec la garnison malienne. Ces attaques ont été rapidement contrôlées par les forces armées maliennes, appuyées par les forces françaises, fournissant un soutien terrestre et aérien. Le ministère français de la Défense annonce que les forces maliennes et de la MISMA reprennent le contrôle de la ville le 11 février.
Le 12 février, les forces maliennes du colonel Ag Gamou et les troupes françaises prennent le contrôle de la ville de Ménaka sans livrer de combats avec le MNLA qui abandonne la ville. Trois rebelles sont cependant arrêtés. Le MNLA accuse la France d'avoir tendu un guet-apens à Abdoul Karim ag Matafa, un membre du conseil transitoire de l'État de l'Azawad, et trois autres combattants rebelles et menace d'user de représailles avant de se rétracter quelques heures plus tard.
Le 17 février 2013, des troupes françaises, nigériennes, et maliennes reprennent le contrôle de la ville de Bourem, des patrouilles sont organisées pour réduire les poches de résistance des groupes islamistes dispersés dans la région. Le 19 février, les troupes franco-africaines effectuent une reconnaissance sur les rives du Niger et dans les villages jouxtant l’axe Bourem-Gao. Cette opération de reconnaissance permet la découverte de 3 m3 de médicaments volés par les groupes terroristes à l’hôpital de Gao, de plusieurs caches d’armes et la capture de trois BM-21 Grad, d’un obusier 122 mm M1938 et la destruction de plusieurs munitions.
En fin de matinée du 21 février, une quarantaine de combattants du MUJAO réussissent une nouvelle incursion dans le centre de Gao,. Ils prennent d'assaut l’îlot administratif de la mairie et du palais de justice et s'y retranchent au cours d'échanges de tirs avec l'armée malienne. Une force de réaction rapide française composée d'éléments au sol et de deux hélicoptères Gazelle intervient en appui des troupes maliennes, permettant la destruction d'une quinzaine de terroristes. Un élément du génie français intervient également afin de neutraliser des charges explosives. Parallèlement, un point de contrôle aux sorties nord de Gao défendu par des soldats nigériens est harcelé sporadiquement par des groupes terroristes ; deux d’entre sont tués.
Le ministère de la Défense français annonce le retour au calme de la situation à Gao en fin d'après-midi et fait état, outre de quatre militaires maliens blessés, de deux soldats français « très légèrement blessés » au cours des combats.
Le 1er mars, soutenus par les Français, les soldats maliens débarquent sur l'île de Kadji, près de Gao car la population, pratiquante d'un islam wahhabite, est accusée par des habitants de Gao de soutenir le MUJAO. Les Maliens prennent l'île sans se voir opposer de résistance, une cinquantaine de suspects sont arrêtés. Le lendemain, les forces maliennes et françaises attaquent et détruisent une base du MUJAO à Iminenas, située à 60 kilomètres de Gao. 52 jihadistes sont tués selon l'armée malienne.
Le 6 mars, les forces maliennes et françaises gagnent la région de Tin Keraten, située à 100 kilomètres à l'est de Gao et au nord-est d'Imenas. Arrivé près de Tin Keraten, les Maliens sont attaqués par un groupe de jihadistes. Les Français arrivent alors en renfort avec des troupes au sol appuyées par des hélicoptères Tigre et Gazelle, ainsi que des avions de chasse.
Quatre soldats maliens sont blessés lors du combat et un soldat français, le brigadier-chef Wilfried Pingaud, du 68e RAA est mortellement touché. Les militaires maliens sont évacués vers l’antenne chirurgicale avancée de Gao par les Agusta A.109 belges, tandis que le Français est médicalisé dans un Puma MEDEVAC, il meurt des suites de ses blessures quelques heures après.

### Bataille du Tigharghâr (février-mars 2013)
Le 18 février, les armées française et malienne lancent l'opération Panthère IV contre les jihadistes retranchés dans l'Adrar des Ifoghas. Cette opération, impliquant 2 000 soldats français et tchadiens, vise notamment à désorganiser les groupes terroristes et à démanteler les sanctuaires dans lesquels ils sont retranchés. Elle doit être la « dernière phase » de l'intervention française au Mali selon le président français François Hollande. L'Adrar des Ifoghas constituerait le dernier réduit des djihadistes du secteur,. Un important contingent des forces armées du Tchad participe aux opérations terrestres aux côtés des forces françaises.
Les premiers combats, engageant 150 légionnaires et soldats maliens, ont lieu à une cinquantaine de kilomètres de Tessalit. Au cours de cette action, des éléments français constitués d’une section de commandos parachutistes, renforcée d’un contrôleur aérien avancé et d’une patrouille blindée en mission de reconnaissance, sont pris à partie par des groupes terroristes. Immédiatement, les éléments pris à partie sont appuyés par un renfort au sol et par la patrouille blindée qui riposte avec les canons de 105 mm des AMX-10 RC. Un légionnaire, GCP du 2e REP, le sergent-chef Harold Vormezeele, trouve la mort pendant les combats. Simultanément, une patrouille de deux Mirage 2000D, en mission d’appui au profit des troupes au sol dans la zone, intervient et détruit deux nids de mitrailleuses lourdes. Les échanges de tirs se poursuivent pendant plusieurs heures et permettent de fixer une partie des éléments terroristes. Une patrouille de Tigre HAP du 5 RHC permettra aux commandos parachutistes de détruire les djihadistes et de se replier.
Selon le ministère de la Défense, ce volet de l'opération Panthère IV aboutit à la destruction de deux importants dépôts de munitions par des frappes aériennes et permet de « localiser des éléments terroristes dans leur sanctuaire, de les poursuivre et de neutraliser plus d’une vingtaine d’entre eux ».
Après 48 heures d'infiltration à pied dans un massif jugé par l'adversaire "impénétrables par des Blancs", les légionnaires du 2e REP (désormais renforcés par la 3e Cie) passent à l'offensive appuyés par une compagnie du RCP. Le 20 février, en début d’après-midi, un nouvel engagement avec les éléments français dans le cadre de l'opération Panthère permet la neutralisation d’une dizaine de terroristes grâce à l’engagement combiné des troupes au sol et des hélicoptères Tigre HAP du groupement aéromobile de la force Serval.
Le même jour, des combats ont lieu dans l'Adrar des Ifoghas faisant officiellement 23 tués et 66 blessés dans les rangs des forces armées tchadiennes dont Abdel Aziz Hassane Adam, le commandant des forces spéciales tchadiennes au Mali et 93 morts dans les rangs adverses. Les légionnaires ratissent systématiquement la zone, combattant à la grenade dans les grottes, prenant successivement d'assaut les positions fortifiées et les lignes de crêtes tenues par l'ennemi. Cette « action offensive très déterminée », selon le ministère de la Défense, reçoit le soutien des avions de chasse français qui se relayent pendant plus de 24 heures afin d’appuyer l’avancée des troupes au sol.
Entre le 21 et le 25 février, les opérations aériennes se poursuivent, notamment dans la région de Tessalit avec près d’une centaine de sorties dont une quarantaine consacrée aux frappes aériennes permettant la destruction d’une dizaine de dépôts logistiques et d’une dizaine de véhicules. Parallèlement, l’engagement combiné des forces françaises, maliennes et tchadiennes au sol permet de détruire trois véhicules et de neutraliser une vingtaine de terroristes.
Le matin du jeudi 28 février, l'état-major des armées françaises déclare que les combats des jours précédents ont fait environ 130 morts chez les islamistes. Dont 90 tués par les Tchadiens et 40 par les Français. Ces derniers lors d'un raid aérien contre une colonne de six pick-up au cours duquel Abdelhamid Abou Zeïd aurait été tué. Selon le journal français Le Monde, la mort d'Abou Zeid est confirmée par une source fiable proche des opérations militaires en cours dans le nord du Mali. 43 combattants de sa katiba auraient été tués avec lui.
Le samedi 2 mars, un soldat français, le caporal Cédric Charenton, du 1er régiment de chasseurs parachutistes est tué au combat. Une quinzaine d'islamistes sont tués lors de ce combat selon les forces françaises.
Dans la vallée d’Amettetai, le GTIA 3 et le GTIA TAP poursuivent les opérations de fouilles dans le sanctuaire terroriste. Les soldats français y découvrent plus d’un millier de roquettes et de grenades, plus de 60 000 munitions en tout genre, près de 1 500 obus de tout type et une vingtaine d’armements lourds (canon 122D30, BM-21…). Le 7 mars, Jean-Yves Le Drian se rend dans la vallée d’Amettetai, à Gao ainsi qu’à Bamako afin d’apporter son soutien aux soldats français déployés dans l’opération Serval.
Parallèlement, une opération est conduite le même jour dans le nord-est du massif des Ifoghas. Engageant un escadron blindé d'AMX-10 RC appuyé par des avions de chasse, elle vise à déstabiliser les sanctuaires terroristes qui auraient pu s’implanter plus au nord-est vers la frontière algérienne par une action de reconnaissance offensive jusqu’aux localités de Boughessa et Tinzaouten. Au cours de cette mission de reconnaissance, un AMX-10 RC est endommagé par une mine ancienne abandonnée, sans faire de blessés parmi les militaires.
Le 16 mars 2013, au cours d'une reconnaissance offensive au sud de la vallée de l'Amettetaï, un AMX-10 RC saute sur un engin explosif. Alexandre Van Dooren, un caporal du 1er RIMa est tué dans l'explosion et trois de ses camarades sont blessés, dont deux sérieusement.

### Ré-articulation du dispositifServalet création de la MINUSMA
Dès février 2013, le ministre des Affaires étrangères français, Laurent Fabius, déclare dans une interview au quotidien Metro que le nombre de soldats français au Mali devrait commencer à diminuer « à partir de mars, si tout se passe comme prévu ». La porte-parole du gouvernement Najat Vallaud-Belkacem a précisé à l'issue de la réunion du Conseil des ministres que « Pour ce qui est du Mali, le président de la République a confirmé ce matin que si tout se passe comme prévu, à partir du mois de mars, les troupes déployées devraient diminuer ».
Le 8 mars 2013, le ministre de la Défense, Jean-Yves Le Drian, déclare lors d'une visite au Mali que le retrait des forces françaises déployées au Mali dans le cadre de l'opération Serval s'étalera sur plusieurs mois à partir d'avril,.
La Mission multidimensionnelle intégrée des Nations unies pour la stabilisation au Mali (MINUSMA) est créée le 25 avril 2013 par la résolution 2100 du Conseil de sécurité des Nations unies. Elle doit prendre le relais de la Mission internationale de soutien au Mali sous conduite africaine (MISMA) à partir du 1er juillet 2013.
Conséquemment, et afin de faciliter le déploiement sur le terrain de la MISMA, puis de la MINUSMA, le dispositif de la brigade Serval est réorganisé en un unique groupement tactique interarmes (GTIA). À la suite de la baisse d'intensité des combats au Mali, le GTIA TAP regroupant les troupes aéroportées est le premier à être désengagé dès le mois d'avril. Il est ensuite suivi par le désengagement du GTIA 2, remplacé par un unique groupement tactique interarmes, baptisé GTIA « Désert ». Depuis le 20 mai 2013, seul le GTIA « Désert », et un groupement aéromobile (GAM) arment la brigade Serval.
Le ministre de la Défense français détaille le futur dispositif français au Mali. Un millier de soldats français seront maintenus sur place en 2014. 150 hommes seront affectés auprès de l’état-major ou des unités de la MINUSMA ; 150 autres seront intégrés à la mission de formation de l'Union européenne au Mali. 700 militaires constitueront une force de réaction rapide pour s’assurer que les groupes terroristes ne se reconstituent pas et afin d'assurer un soutien opérationnel à la force de stabilisation qui pourrait avoir besoin d’une force d’intervention,.

### OpérationNetero(juin-juillet 2013)
Du 24 juin au 9 juillet 2013, plus de 600 militaires de la force Serval ont participé à l’opération Netero dans la région Est de Gao. Durant les deux semaines de l’opération, la force Serval a déployé trois compagnies du GTIA « Désert », appuyées par les hélicoptères du groupement aéromobile (GAM), des éléments génie de fouille opérationnelle, des moyens de renseignements (DRAC, drone Harfang, un avion de patrouille maritime Atlantique 2) et des patrouilles de Mirage 2000D. Les militaires de la force Serval ont conduit cette opération de façon conjointe avec environ 200 militaires nigériens appartenant au bataillon de la MINUSMA stationné à Ménaka et 80 gendarmes maliens.

### OpérationCentaure(août 2013)
Le 21 août 2013, la force Serval a achevé l’opération Centaure, débutée le 21 juillet 2013. Conduite avec près de 800 militaires français, une centaine de véhicules, les hélicoptères du GAM et l’appui des Rafale en provenance du Tchad, Centaure avait pour but de dissuader toute tentative de déstabilisation du processus électoral dans le Nord du Pays entre Kidal, Tessalit et Aguelhok. Placée en soutien de la Mission des Nations unies au Mali (MINUSMA), elle-même en appui des forces armées maliennes, la force Serval a effectué des patrouilles dans les villes, fouillé des habitations, des camps et des grottes réputées ou susceptibles d’être ou d’abriter des caches d’armes. Près de 4 000 cartouches de tous calibres, des obus de mortiers, des roquettes, de l’explosif et du matériel de guerre ont ainsi pu être saisis. Parallèlement, la force Serval a participé à l’organisation logistique des deux tours de scrutin en soutenant l’installation des bureaux de vote (appui au transport du matériel électoral) et en assurant la sécurisation des bureaux de vote (vérification de non-pollution par moyen cynotechnique). Les élections se sont déroulées sans entrave.
Au cours du mois d'août 2013, les opérations aériennes se sont poursuivies avec une soixantaine de sorties dont la moitié consacrées aux opérations de reconnaissance ou d’appui au sol. Une dizaine de sorties ont été consacrées aux missions de ravitaillement, une dizaine d’autres ont été consacrées à des missions de renseignement et une dizaine consacrées à des missions de transport. Au sol, la force Serval poursuit les opérations autour de la boucle du Niger et dans le Nord du pays.
Le 18 août 2013, la force Serval a déployé un système radar GIRAFFE sur la plateforme opérationnelle désert de Gao. Le rétablissement sécuritaire de la zone ayant entraîné un accroissement de l’activité aérienne civile (ONU) et militaire dans la zone, ce système va permettre d’élargir les capacités actuelles de surveillance de l’espace aérien et accroître la coordination des vols de l’ensemble des moyens aéronautiques de la force.
Concernant le soutien au développement, la brigade Serval a distribué du matériel informatique aux radios communautaires de Gao. Ces équipements informatiques serviront à la production de programmes culturels et d’information. Elle a par ailleurs livré un cinquième puits dans un hameau en périphérie de la ville, qui était l’un des plus  mal desservis en eau potable.
Environ 3 200 militaires français sont présents à cette date sur le sol malien et poursuivent leurs missions de sécurisation visant à affaiblir durablement les groupes terroristes ainsi qu’à poursuivre le transfert progressif de la zone aux contingents relevant de la MINUSMA.

### OpérationDragon(août 2013)
L’opération Dragon débute le 31 août 2013. Conduite entre Gao et Aguelhok, cette opération a engagé 400 militaires de la force Serval, principalement répartis entre un sous-groupement tactique interarmes (SGTIA) Infanterie, un SGTIA blindé et leurs soutiens ; environ 150 militaires nigériens et sénégalais de la MINUSMA ainsi que des gendarmes maliens. L’opération visait à sécuriser l’axe Tessalit-Gao, en vue du passage d’un important convoi logistique vers Gao, ainsi qu’à poursuivre le travail de contrôle de zones et d'exploitation de renseignements. Le SGTIA Infanterie a fouillé plusieurs objectifs et découvert dès le 1er septembre, de l’armement, des munitions et divers matériels.

### OpérationConstrictor(septembre 2013)
Le 17 septembre, les militaires de la force Serval sont engagés dans l’opération Constrictor au Nord de Gao. Leur objectif, au travers du contrôle de l'axe reliant les villes de Gao et de Bourem est de poursuivre l’affaiblissement du potentiel logistique des groupes terroristes. Deux SGTIA, composés d’une centaine de militaires chacun, se sont relayés au cours de l’opération. Un SGTIA sur VBCI a été engagé dans un premier temps, suivi par un SGTIA sur VAB. Ils ont bénéficié chacun d’un appui génie et renseignement et ont été accompagnés par des gendarmes maliens.
Les 22 et 23 septembre 2013, le ministre de la Défense, Jean-Yves Le Drian, s’est rendu au Mali, afin de rencontrer les militaires de la brigade Serval basés à Gao, puis le détachement de la Mission de formation de l'Union européenne au Mali, basé à l'école militaire interarmes, à Koulikoro. Répondant à une invitation des autorités maliennes lancée à l’occasion de la fête nationale du Mali, le ministre de la défense a profité de sa présence dans le pays pour aller plus longuement à la rencontre des autorités des forces armées maliennes et de la MINUSMA.

### Combat de Douaya (octobre 2013)
Le 1er octobre 2013, un affrontement oppose les Français et les islamistes selon le colonel Gilles Jaron, porte-parole de l’état-major des forces armées françaises. Ce jour-là, les Français sont informés que des jihadistes ont gagné le marché Douaya transportés par plusieurs pick-ups. Un hélicoptère est envoyé sur place mais les jihadistes prennent la fuite lorsqu'ils l'aperçoivent. Un des véhicules est cependant relocalisé plus tard dans la journée. L'hélicoptère effectue un tir de sommation mais les islamistes descendent du pick-up et ouvrent le feu. Les Français engagent alors les forces spéciales au sol. L'affrontement dure quatre heures, tous les jihadistes se font tuer jusqu'au dernier. Selon l'armée française, une dizaine sont « neutralisés », c'est-à-dire tués,.

### OpérationHydre(octobre-novembre 2013)
Du 20 octobre 2013 au 2 novembre 2013, la France mène une opération militaire conduite conjointement avec les militaires des forces armées maliennes et de la MINUSMA. Baptisée Hydre, cette opération mobilise plusieurs centaines de soldats et se déroule au nord et au sud de la boucle du Niger. Selon l'état-major français, son objectif est de « maintenir la pression sur les éventuels mouvements terroristes, afin d’éviter leur résurgence ». L’opération Hydre ne se traduit par aucun affrontement direct, les terroristes évitant systématiquement le contact et fuyant à l’approche des forces. Un important site logistique des groupes terroristes est néanmoins mis au jour au nord-est de Tombouctou, avec une organisation minutieuse ne laissant aucun doute sur sa fonction. Cette opération démontre également la capacité des forces armées maliennes et des forces de la MINUSMA à durer sur le terrain, dans des actions complémentaires, en agissant avec le soutien de la population.

### Opérations ponctuelles (fin 2013)
Les opérations aériennes se poursuivent avec environ, sur 90 sorties, une cinquantaine effectuée par les avions de chasse, une trentaine de sorties consacrées aux missions de transport et une dizaine aux missions de ravitaillement et de renseignement.
Le 30 novembre 2013, vers 23h, une tentative d’infiltration terroriste est décelée par les militaires français du détachement de liaison et d’appui (DLA) en appui du bataillon nigérien de la MINUSMA, stationné dans un camp de la MINUSMA à Ménaka, à l’Est de Gao. Après avoir été détecté, un suicide bomber a explosé à plus de 300 mètres au Sud-Ouest de l’entrée du camp alors que les autres individus qui constituaient le groupe se sont enfuis à la suite de la mise en œuvre d’artifices éclairants par le DLA. Le bataillon nigérien a déployé deux pick-ups en surveillance du camp, tandis que le DLA restait en appui dans la zone. Cet incident n’a fait aucune victime en dehors du suicide bomber.
Depuis le 1er décembre, le GTIA Korrigan poursuit ses patrouilles dans la région de Gao à la fois à l’est et à l’ouest du fleuve Niger, ainsi que dans la région de Kidal.
Le 3 décembre 2013, la force Serval a inauguré le marché de Gadeye dans le cœur historique de Gao. Placée sous la responsabilité des spécialistes des actions civilo-militaires du groupement Korrigan, la rénovation du marché annonce un retour à la vie normale et devrait favoriser la reprise des échanges commerciaux et les bonnes relations entre habitants.
Du 1er au 5 décembre, Monsieur Bied-Charreton, directeur administratif et financier (DAF) du ministère de la Défense, a rendu visite aux différents détachements français engagés au Mali. Il a rencontré les militaires de la force Serval à Bamako et Gao ainsi que ceux de la mission EUTM à Koulikoro. À Bamako, il s’est entretenu avec le général de division Foucaud commandant la force Serval et avec le commandant de la mission EUTM, le général de brigade Guibert. À Gao, après un passage au marché de Gadaye, il a visité deux projets de reconstruction en cours auxquels contribue la force Serval, les rénovations du palais de justice et de l’institut de formation des maîtres (IFM).
Les 28 et 29 décembre, une opération, qui a associé le bataillon tchadien de la MINUSMA et son détachement de liaison et d’appui (DLA) de la force Serval, a été menée dans la région de Timétrine, à environ 150 km au sud-ouest de Tessalit. Grâce à un renseignement d’opportunité, les soldats tchadiens et français ont découvert deux objectifs et ont détruit 5,7 tonnes de nitrate d’ammonium ainsi qu’une quarantaine de grenades. Cet engrais chimique, assez rare dans un pays du Sahel, atteste du démantèlement d’une véritable filière d’explosifs. Cette opération a permis de découvrir la deuxième quantité d’explosifs la plus importante depuis le lancement de l’opération Serval. Le 29 décembre, les éléments génie du DLA ont procédé à la destruction des deux caches et ont ainsi porté un coup déterminant aux ressources des groupes terroristes.

### Diminution des effectifs de laforce Servalen 2014
Environ 2500 militaires français et 6300 hommes de la MINUSMA sont présents sur le sol malien en janvier 2014. La formation des forces maliennes et le redéploiement des soldats restants retarde la fin de l'opération. Toutefois, le président français, François Hollande annonce le 8 janvier 2014 que les effectifs militaires français au Mali vont être réduits à 1600 hommes d'ici à la mi-février et déclineront jusqu'à mille, ce qui sera le niveau nécessaire pour faire face à toute menace qui pourrait resurgir, estimant que "l'essentiel de la mission a été accompli" et qu'elle est "en train de s'achever".

### Opération anti-terroriste dans les Ifoghas (mars 2014)
Dans la nuit du mardi 4 au mercredi 5 mars 2014, les forces françaises ont conduit une opération combinée qui a permis de neutraliser un groupe d’une dizaine de terroristes dans l’Adrar des Ifoghas. La force Serval a engagé une action combinée impliquant un drone Reaper, des Mirage 2000D ainsi que des hélicoptères de type Tigre. Elle a conduit à la neutralisation de ce groupe.
D'après RFI, le chef djihadiste Omar Ould Hamaha figurerait parmi les morts.
Le 15 mars, Abou Dardar, un chef djihadiste du MUJAO se rend aux Français qui le remettent aux autorités maliennes. Le 20 mars, le ministre français Jean-Yves Le Drian annonce qu'environ 40 djihadistes ont été tués lors des différents combats livrés les semaines précédentes, il déclare : « La guerre de libération du Mali est finie, elle a été gagnée ».

### Libération d'otages (avril 2014)
Le 17 avril 2014, cinq otages maliens du Comité international de la Croix-Rouge (CICR), retenus au nord de Tombouctou depuis le 8 février, ont été libérés par les soldats français. À cette occasion, une cérémonie s’est déroulée au Gouvernorat de Gao en présence de l’ambassadeur de France, du GBI Benoît Houssay, général adjoint opérations de la force Serval, du ministre de la Défense, du ministre de l’Intérieur et de la Sécurité et du ministre de l’action humanitaire. Le ministre de la Défense malien a souligné le professionnalisme avec lequel les otages ont été libérés et les efforts coordonnés et entrepris par l’ensemble des forces Serval, MINUSMA et FAMA pour ramener paix et quiétude au Mali.

### Reprise des affrontements au nord du Mali (mai 2014)
Le 1er mai 2014, alors que la sécurisation d’une action d’aide médicale à la population est menée au dispensaire de Tessalit, un détachement de soldats féminins de Serval arrive à Tessalit dans le cadre d’une prise de contact avec les femmes touarègues, incluant un certain nombre de femmes responsables d’associations. Cette action vise à créer un contact privilégié avec une représentation féminine de la société touarègue. Durant la nuit du 6 au 7 mai, un légionnaire français est tué par un engin explosif improvisé lors d'une opération près de Tessalit.
L’ensemble des opérations logistiques liées à la préparation de la bascule, fin mai 2014, du poste de commandement de Bamako vers Ndjamena se poursuivent. La France souhaite, en effet, réorganiser son dispositif pour avoir une conception régionale du contre-terrorisme. 3 000 militaires français sont prévus dans cette zone dont 1 000 au Mali.
Cependant, à la suite de la reprise des affrontements au nord du Mali, le ministre français de la défense, Jean-Yves Le Drian, décide de reporter sine die la visite qu'il avait prévue d'effectuer à Bamako, puis à N'Djamena pour annoncer la nouvelle étape de l'engagement français au Sahel.

### Fin de l'opérationServal
Le 13 juillet 2014, Jean-Yves Le Drian annonce que l'opération Serval a rempli sa mission et est de fait terminée, et qu'une nouvelle mission, l'opération Barkhane, est destinée à la remplacer, pour lutter contre le terrorisme dans l'ensemble du Sahel. Le 14 juillet en fin d'après-midi, un pick-up piégé conduit par un kamikaze attaque une patrouille blindée française près d'Almoustarat, entre Bourem et Anéfis. Sept soldats français sont blessés dans l'explosion, dont un mortellement et deux autres grièvement,.

## Bilan humain
En juillet 2014, 9 soldats français sont morts au combat.
11 janvier 2013 : lieutenant Damien Boiteux, 41 ans, du 4e régiment d'hélicoptères des forces spéciales (RHFS) basé à Pau (Pyrénées-atlantiques), est mortellement blessé alors qu'il se trouve aux commandes de son hélicoptère dans la région de Sévaré (nord du Mali).
19 février 2013 : sergent-chef Harold Vormezeele, 33 ans, légionnaire du 2e régiment étranger de parachutistes (REP) de Calvi (Corse), est tué lors d'un accrochage dans le massif de l'Adrar des Ifoghas, à une cinquantaine de kilomètres au sud de Tessalit (nord-est).
2 mars 2013: caporal Cédric Charenton, 26 ans, du 1er régiment de chasseurs parachutistes (RCP) de Pamiers (Ariège) est tué en montant à l'assaut d'une position ennemie avec sa section dans l'Adrar des Ifoghas.
6 mars 2013 : Wilfried Pingaud, 37 ans, brigadier-chef du 68e régiment d'artillerie d'Afrique (RAA) de La Valbonne (Ain) est tué lors d'une mission de reconnaissance à 100 kilomètres de Gao, dans l'Est.
16 mars 2013 : caporal Alexandre Van Dooren, 24 ans, du premier régiment d'infanterie de marine (RIMa) d'Angoulême, saute sur un engin explosif alors qu'il se trouve à bord d'un AMX10, véhicule de combat blindé à six roues, lors d'une opération dans le massif des Ifoghas.
29 avril 2013 : caporal-chef Stéphane Duval, 32 ans, du 1er régiment de parachutistes d'infanterie de marine (RPIMa) de Bayonne -unité des forces spéciales - est tué dans l'extrême nord du Mali lorsque le véhicule léger dans lequel il circule saute sur un engin explosif.
30 juillet 2013: brigadier-chef Marc Martin-Vallet, 28 ans, du 515e régiment du train, camp de la Braconne (Charente), déployé au Mali depuis deux mois, est tué dans l'accident de son véhicule de transport logistique sur une piste près de Douentza, dans le centre.
27 décembre 2013: caporal-chef Thomas Guillebault du CPA 20
7 mai 2014 : sergent Marcel Kalafut, 25 ans, du 2e régiment étranger de parachutistes de Calvi, est tué en opération peu avant minuit lors d'une mission de sécurisation des portes du massif du Tigharghar (Nord-Est). Son véhicule a sauté sur un engin explosif à une vingtaine de kilomètres à l'est de Tessalit.
14 juillet 2014 : adjudant-chef Dejvid Nikolic, 45 ans, né en Serbie et naturalisé français, un sous-officier aguerri qui appartenait au 1er régiment étranger du génie (1er REG) de Laudun-l'Ardoise (Gard), est tué dans la région d'Al Moustarat (nord) pendant "une opération de reconnaissance".

## Bilan logistique et des prises de guerre
La logistique déployée au Mali, pays sans accès à la mer a été importante. En septembre 2013, deux fois plus de matériels ont été transportés par voie aérienne stratégique que par voie maritime soit 18 500 tonnes en 480 rotations contre 9 170 tonnes et 500 personnels ont été acheminés par mer et passant par le Sénégal.
De janvier à septembre 2013, les mouvements aériens intra-théâtre ont acheminé 3 500 tonnes de fret et 15 600 personnels en plus de 1 600 missions, dont 30 % réalisées par des moyens alliés. Les véhicules de l’arme du Train ont parcouru plus de 3 millions de kilomètres . En tout, plus de 17 millions de litres de carburant aviation et 3 millions de litres d’essence et de gazole ont été consommés.
Au 1er août 2013, les troupes françaises ont saisi au niveau armement 100 fusils, 150 mitrailleuses, 30 lance-roquettes, 20 mortiers, 20 canons et 3 missiles sol-air SA-7. Elles ont saisi également 220 tonnes de munitions. 30 tonnes ont été reversées aux forces armées maliennes, dont 1 300 grenades, 1 000 roquettes, 7 700 obus, dont 500 de mortiers, 20 bombes et 200 mines et engins explosifs improvisés. Plus de 12 tonnes de nitrate d’ammonium, produit qui permet de réaliser des bombes artisanales, 9 000 litres de gazole et d’essence et 200 « moyens de communication » sont également pris sur l'ennemi.

## Budget de l'opérationServal
Le surcoût de l’opération Serval pour le budget de la défense français s’élève, après dix jours, à 30 millions d’euros, montant qui est passé à 50 millions vers la fin du mois de janvier pour atteindre, au 1er février 2013, 70 millions d'euros.
Il se répartit à cette date de la façon suivante :
- 50 millions pour l’acheminement stratégique, poste qui comprend la location d’avions ;
- 5 à 10 millions pour le carburant des aéronefs ;
- 5 millions environ pour les munitions tirées ;
- 5 millions d’indemnités opérationnelles versées aux militaires en raison de leur participation à l’opération Serval ;
- 3 millions pour le fonctionnement courant comme l’alimentation et les frais de télécommunication.

Fin février 2013, le budget est estimé par l'Assemblée nationale française à 100 millions d'euros.
Dans un rapport parlementaire d'information consacré à l'opération Serval déposé le 18 juillet 2013, les députés Christophe Guilloteau et Philippe Nauche évaluent les surcoûts engendrés par les opérations au Mali à 250 millions d'euros à la fin du mois de mai 2013. Ces surcoûts devraient dépasser les 400 millions d'euros à la fin de l'année 2013 selon le chef d'état-major des armées français, l'amiral Edouard Guillaud.
Fin 2013, la cour des comptes évalue le coût total de l'opération à 647 millions d'euros.

## Soutien logistique

### Soutien militaire engagé

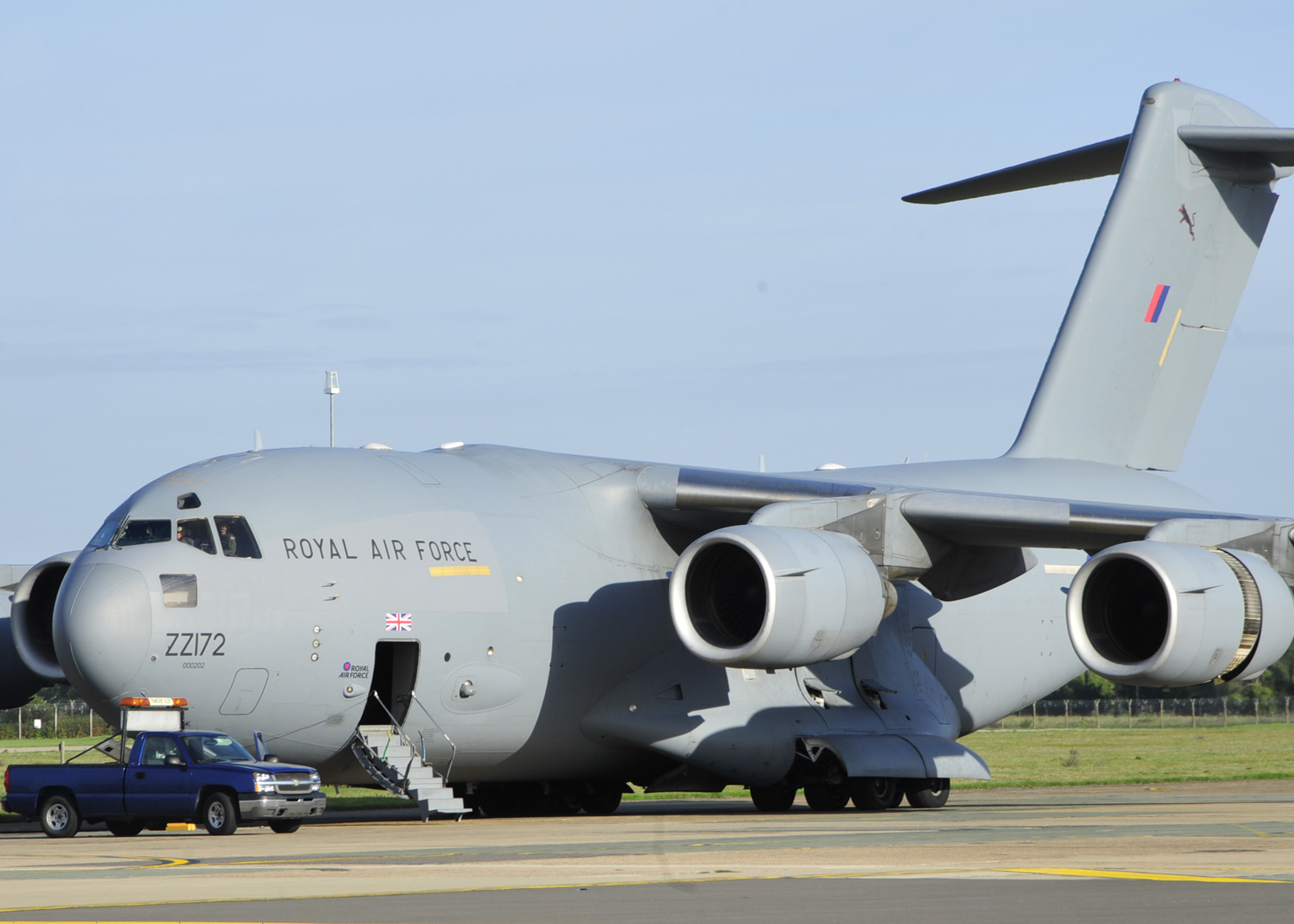
La Royal Air Force et l'Aviation royale du Canada mettent à disposition des avions de transport McDonnell Douglas C-17 Globemaster III pour une partie de l'acheminement du matériel français. L'image ci-dessus présente un avion britannique à la base de Lakenheath en 2010.

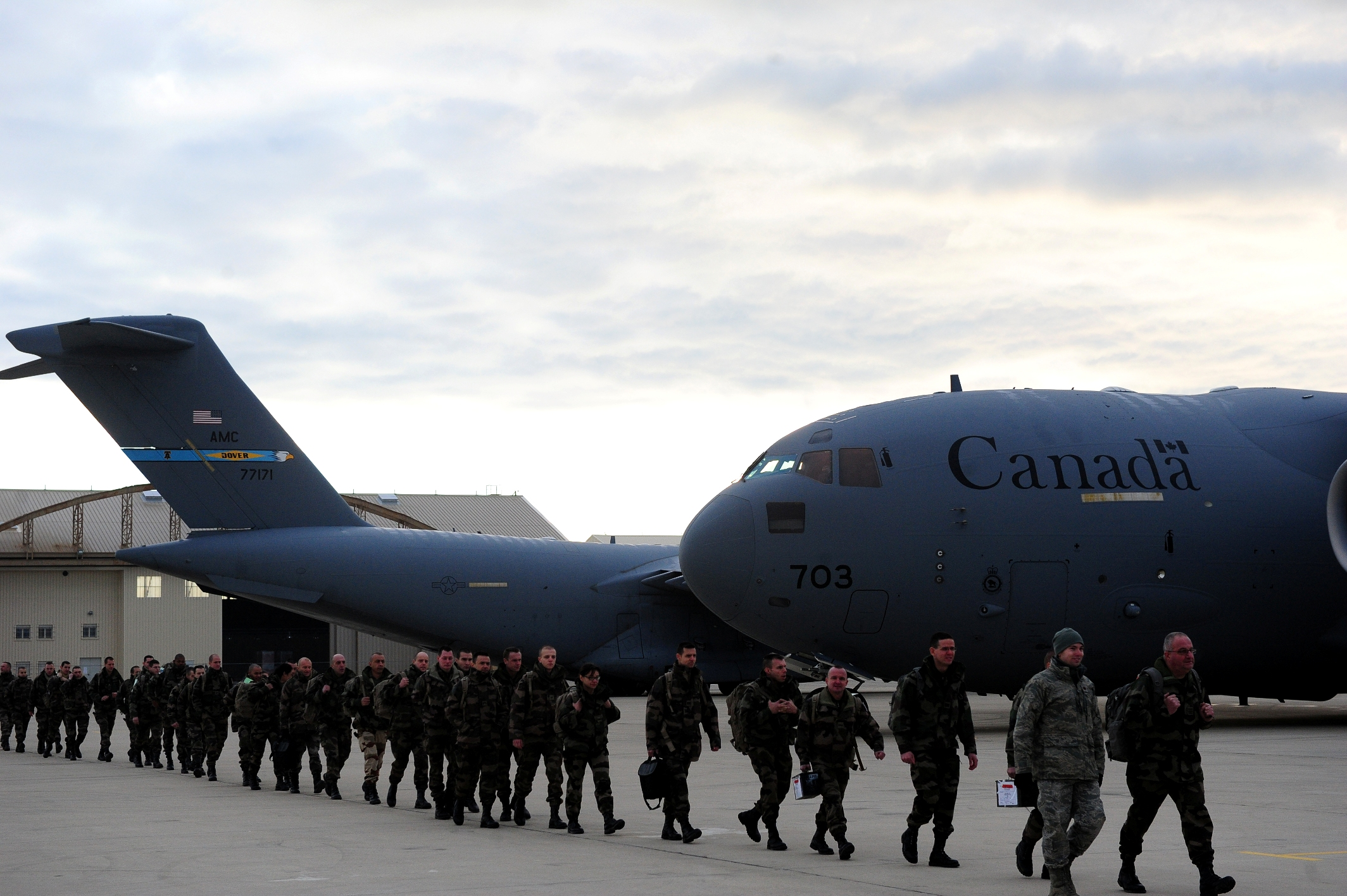
C-17 américain et canadien à la base d'Istres le 21 janvier 2013

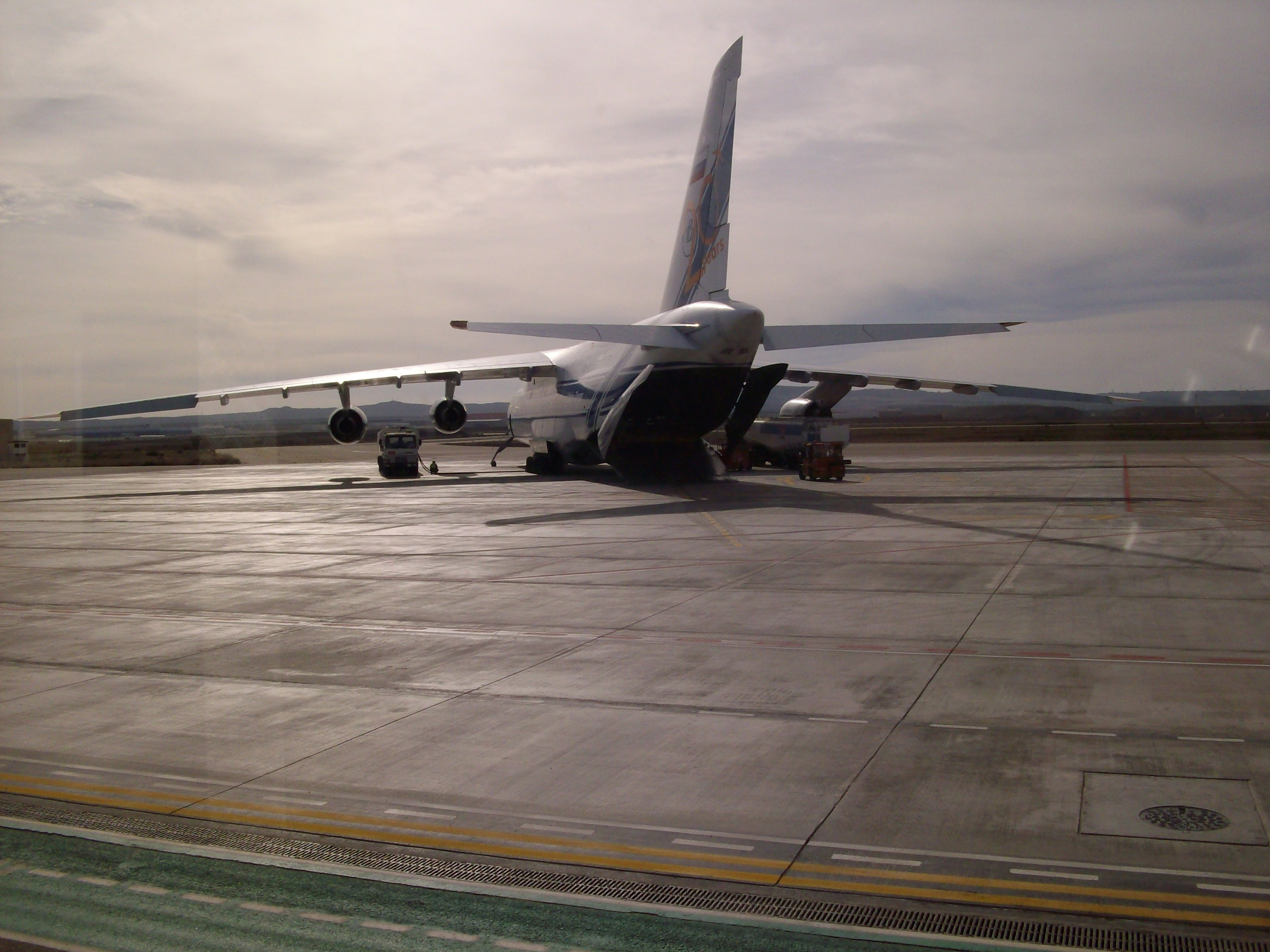
L'Espagne a mis la base aérienne de Saragosse à la disposition de la France et de l'OTAN pour l'opération Serval, mais les avions utilisent aussi l'aéroport civil de Saragosse, notamment pour faire le plein en carburant,. Ici un Antonov 124 de la Volga-Dnepr Airlines affrété par la France, à Saragosse le 29 janvier.

Depuis le début de l'opération Serval, plusieurs pays proposent leur soutien militaire à l'intervention :
- Allemagne : l'Allemagne étudie le 14 janvier 2013 la possibilité de fournir différents types de soutien, logistique, médical, humanitaire[207]. Le 16 janvier, l'Allemagne annonce qu'elle affecte deux avions C-160 Transall au transport des troupes de la CEDEAO[208] dans le cadre de la Mission internationale de soutien au Mali (MISMA). L'Allemagne met également un Airbus A310 à disposition[209].

- Belgique : la Belgique met à disposition deux avions de transport C-130 Hercules et deux hélicoptères Agusta A.109BA pour missions d'évacuation médicale hors des zones de combat[210],[211]. Ces aéronefs sont intégrés au dispositif français et passent sous son commandement le 18 janvier 2013, date à laquelle les C-130 belges effectuent leurs premières rotations entre la France et Bamako[212]. Ces missions emploieront environ 80 militaires belges[210] dont 70 doivent être transportés en Côte d'Ivoire par Airbus A330 militaire[211]. Le ministre des Affaires étrangères affirme vouloir « jouer un rôle logistique et de formation »[211].

- Canada : le Canada met à disposition un C-17 d'abord pour une durée d'une semaine à partir du 15 janvier[213], puis prolonge la mission jusqu'au 15 février[214].

- Danemark : le Danemark annonce la mise à disposition d'un avion de transport en soutien à l'opération militaire française. Un C-130J danois est à la Base aérienne 105 Évreux-Fauville le 15 janvier[215]. Le jeudi 24 janvier, cet appareil a quitté la base d'Évreux pour la Corse, puis s'est envolé le lendemain 25 janvier pour le Sénégal.

- Émirats arabes unis : Les Émirats mettent deux C-17 à disposition à partir du 21 janvier[216].

- Espagne : selon le ministre de la défense, Pedro Morenés, l'Espagne fournira 40 à 50 instructeurs militaires, dans le cadre de la mission de formation de l'Union européenne au Mali, comme prévu initialement avant le déclenchement de Serval[217]. Par ailleurs l'Espagne a accepté l'ouverture de son espace aérien[217] et met à disposition un C-130 Hercules, chargé de maintenir un pont aérien entre Dakar et Bamako, capitale du Mali, pour le transport de troupes et de matériel de la MISMA[218]. L'appareil a quitté la base aérienne de Saragosse le 26 janvier avec 30 hommes, débutant ainsi la « mission Marfil » conçue pour durer trois mois[219].

- États-Unis : par la voix du secrétaire à la Défense Leon Panetta, les États-Unis se déclarent le 14 janvier 2013 prêts à fournir à la France un « appui logistique » et une aide en matière de renseignement, et pourraient prêter des drones de surveillance[220]. Le 15 janvier 2013, l'état de rupture des relations diplomatiques entre Bamako et Washington à la suite du coup d'état du 22 mars 2012 est mentionné par des responsables du Pentagone comme faisant obstacle à une participation militaire immédiate des États-Unis[221]. Le 15 janvier, le président de la commission des affaires étrangères de la chambre des représentants des États-Unis, Ed Royce, se déclare favorable à une aide dans le domaine de la logistique et du renseignement[222]. Le 17 janvier, les États-Unis acceptent d'effectuer jusqu'à 30 rotations d'avions de transport, à charge alors pour la France d'en payer le coût à hauteur d'environ 20 millions de dollars[223] puis finalement, devant les protestations, à titre gracieux[224]. L'aide en avions de ravitaillement en vol et en avions de surveillance demandée par la France reste en suspens[223]. Le 22 janvier, un porte-parole du United States Africa Command déclare que des C-17 américains ont commencé à convoyer du matériel d'Istres à Bamako[225]. Le 26 janvier, le drone d'observation Global Hawk patrouille au-dessus du Mali[226]. Le 27 janvier, les États-Unis déclarent qu'ils acceptent de fournir les moyens de ravitaillement en vol que la France a demandés[227]. Selon une source militaire américaine, il s'agit de trois KC-135 de la base aérienne de Morón[227]. Un premier avion ravitailleur américain participe aux opérations de soutien des opérations aéroportées le 28 janvier 2013[50]. Le porte-parole du département de la Défense des États-Unis, le commandant Rob Firman indique, qu'à la date du 3 février 2013, les C-17 de l'US Air Force ont accompli 30 vols pour transporter quelque 610 hommes et 760 tonnes d'équipement et de provisions[228]. En outre, il annonce que les tankers américains ont effectué neuf missions de ravitaillement et transporté 180 000 litres de carburant au profit de l'aviation française depuis le 27 janvier[228].

- Pays-Bas : le 17 janvier, les Pays-Bas déclarent qu'ils offrent déjà un soutien logistique via l'European Air Transport Command et qu'ils envisagent de fournir des avions pour des transports en France ou en Afrique[229]. Les Pays-Bas prévoient la mise à disposition d'un DC-10 et d'un KDC-10[209].

- Royaume-Uni : la Royal Air Force a mis à la disposition de la France deux avions de transport C-17 Globemaster III qui transportent du fret à destination du Mali, notamment des véhicules blindés de transport de troupes VAB et des chars légers AMX-10 RC et ERC-90 Sagaie[16]. La mise à disposition d'un avion radar Sentinel R1 est annoncée le 25 janvier[230] ;

- Russie : en sus du soutien diplomatique à l'opération, la France loue des avions Antonov An-124 avec leurs personnels aux compagnies civiles russes Volga-Dnepr Airlines et 224e brigade volante notamment pour convoyer des hélicoptères Cougar[231]. Une source diplomatique russe anonyme rattache cette action au cadre onusien de la MISMA et envisage de fournir au Mali des instructeurs militaires[232].

- Suède : le 25 janvier 2013, la Suède annonce qu'elle met 40 h de vol des C-17 du Heavy Airlift Wing de l’OTAN à la disposition des forces françaises et africaines engagés dans le conflit malien de 2012-2013, à utiliser avant le 31 mai 2013[233].

### Soutien militaire annoncé
- Union européenne : chargée de la mise en place à partir de début février 2013 de la Mission de formation de l'Union européenne au Mali (EUTM Mali) qui a pour objet l'entraînement des troupes maliennes[234].
- Norvège : le ministre des affaires étrangères Espen Barth Eide déclare le 5 février que son pays participera d'au moins une des trois manières suivantes : « Le financement de la force d'intervention africaine, une participation au dialogue national au Mali ou une contribution à une mission européenne. »[235].

### Soutien militaire envisagé
- Mauritanie : initialement non volontaire pour participer à la force africaine, la Mauritanie pourrait participer à Serval à la demande de Bamako, a indiqué le président mauritanien Mohamed Ould Abdel Aziz après avoir rencontré François Hollande à Abou Dabi[236].
- MNLA : les touaregs du MNLA se sont dits prêts à aider l’armée française à lutter contre les djihadistes[237].
- Italie : le ministre des affaires étrangères Giulio Terzi di Sant'Agata déclare le 16 janvier que l'Italie est prête à fournir un soutien logistique aux opérations militaires[238]. Le 17 janvier, il est précisé qu'il s'agit de deux avions C130 Hercules et 24 soldats pour l’opération EUTM Mali, cet engagement devant être soumis pour approbation au Parlement de la République italienne[229]. Le 28 janvier, l'Italie annonce que faute d'accord politique entre les différents partis, le pays renonce à envoyer ses avions de transport tactique, et ne peut donc pas participer au soutien militaire de l'opération Serval[239].
- Pologne : en voyage officiel à Paris le 28 janvier 2013, le président du Conseil des ministres polonais, Donald Tusk, déclare soutenir l'intervention militaire française « depuis le début » et annonce qu'une décision devrait être prise pour assurer un « soutien organisationnel et logistique » aux opérations en cours au Mali, notamment à l'opération Serval[240].

## Réactions

### Soutien diplomatique
Dans l'ensemble, la majorité des États africains ainsi que les États occidentaux soutiennent l'intervention de la France.
- ONU : le Secrétaire général des Nations unies, Ban Ki-moon espère que la décision d'intervention du gouvernement français s'inscrira « en accord avec l'esprit » de la résolution 2085 du Conseil de sécurité des Nations unies adoptée en décembre 2012[242]. Le 22 janvier 2013, il réaffirme son soutien à l'opération Serval en saluant la « décision courageuse de déployer des troupes au Mali à la suite de l’avancée préoccupante de groupes extrémistes vers le sud du pays », tout en exprimant son inquiétude quant aux conséquences de l'opération sur les civils et les droits de l'homme[243] ;
- Union africaine : le président de l'Union africaine, Thomas Boni Yayi, s'est félicité de la décision de la France d'intervenir militairement au Mali pour repousser les groupes armés islamistes et soutenir les troupes maliennes ;
- Union européenne : le président du Conseil européen, Herman Van Rompuy, soutient l'opération au titre qu'« il est urgent de stopper les terroristes et d'assister le gouvernement du Mali à retrouver le plein contrôle de son territoire »[244]. Le 18 janvier, les ministres des Affaires étrangères de l'UE prévoit de consacrer 50 millions d'euros pour supporter la force d'intervention africaine et de renforcer l'aide au développement à Bamako. Les conditions de cette assistance seront discutées à la réunion des donateurs de la Misma organisée le 29 janvier à Addis Abeba en marge d'un sommet de l'Union africaine[245] ;
- L'OTAN salue « l'action très rapide de la France pour repousser l'offensive des organisations terroristes »[246] ;
- Dès le vendredi 11 janvier 2013, l'engagement français reçoit le soutien diplomatique des États-Unis, du Royaume-Uni et de l'Allemagne ;
- Algérie : le 12 janvier 2013 ministère des Affaires étrangères algérien exprime son soutien « sans équivoque » à un appui des troupes françaises auprès des autorités de transition maliennes[246] et décide d'autoriser le survol de son territoire aux aéronefs militaires français[247] ;
- Russie : le vice-ministre des Affaires étrangères russe déclare le 14 janvier 2013 qu'il considère l'opération « légitime »[248].
- Japon : le ministère japonais des Affaires étrangères déclare le 14 janvier que « le Japon se réjouit de l'engagement des forces françaises »[249]. Le 29 janvier, le ministre des affaires étrangères Fumio Kishida débloque 125 millions de dollars supplémentaires d'aide publique au développement pour les pays du Sahel et indique qu'il s'agit de « conforter le programme Misma indirectement »[250].
- Maroc : après un entretien téléphonique le 14 janvier entre le roi Mohammed VI et François Hollande, le cabinet royal publie le communiqué : « deux chefs d’État se sont concertés sur la situation au Mali en particulier à la suite des derniers développements enregistrés dans ce pays »[251]. François Hollande a annoncé que le Maroc a autorisé le survol de son territoire par les avions français[252]. Le pays exprime officiellement le 25 janvier 2013, par la voix de son ministre de l'Intérieur, Mohand Laenser, l'appui « sans réserve » du Maroc à l'intervention française au Mali, tout en ajoutant que « nous considérons que l'intervention française est opportune, pertinente, car elle vise à défendre l'intégrité territoriale du Mali »[253].
- L'assemblée parlementaire du Conseil de l'Europe demande aux nations américaines, européennes et africaines qu'elles « renforcent leur engagement et leur solidarité à l’égard des forces maliennes et françaises sur le terrain » et soutient les actions au Mali de la CPI et du HCR[254].

### Autres réactions diplomatiques
- Organisation de la coopération islamique : le 15 janvier, le secrétaire de l'OCI, Ekmeleddin İhsanoğlu a déclaré l'opération « prématurée »[255] et réclamé un cessez-le-feu[256]. Le lendemain, il change sa position et affirme dans un communiqué son « soutien total » à l'opération et sa « solidarité avec la République du Mali »[257],[258] ;

- Égypte : Après que son ministère des Affaires étrangères ait réclamé « une solution pacifique au conflit » et déclaré la mosquée Al-Azhar compétente pour « éradiquer la rhétorique islamique extrême »[255], le président égyptien Mohamed Morsi a dénoncé l'intervention militaire française[259],[260] ;

- Tunisie : le ministre des Affaires étrangères, Rafik Abdessalem, a marqué son opposition à l'opération : « d'une façon générale, nous sommes contre une intervention étrangère dans tous les cas de figures »[261]. Mais après une rencontre le 16 janvier avec l'ambassadeur de France, il dit : « nous savons que l’intervention française a été engagée à la suite de la demande du pouvoir à Bamako, au Mali. Il y a de réels dangers sécuritaires au Mali qui ne menacent pas seulement ce pays frère, mais également les pays de la région, parmi lesquels la Tunisie », ce que Businessnews.com.tn interprète comme un « changement de cap »[262] et tunisienumerique.com comme un « revirement »[263].

- Chine : le porte-parole du ministère des Affaires étrangères affirme le 14 janvier que la Chine « défend toujours les efforts réalisés par le gouvernement malien pour sauvegarder sa souveraineté et son intégrité territoriale » et demande la mise en place « aussi vite que possible » de la force internationale prévue par la dernière résolution de l'ONU[264] ;

- Qatar : le mardi 15 janvier, le Qatar émet des doutes sur l'efficience de l'intervention militaire française contre les groupes jihadistes au Mali par la voix de son Premier ministre, Hamad ben Jassim Al Thani. Le pays estime que le recours à la force ne réglerait pas le problème et appelle au dialogue entre les pays voisins, l'Union africaine et le Conseil de sécurité des Nations unies[265].

- Libye : soucieux des répercussions sécuritaires en Libye, le ministre des Affaires étrangères, Mohammed Abdulaziz, demande le 24 janvier la mise en place d'une « diplomatie préventive », et envisage l'envoi à terme d'une force de maintien de la paix de l'ONU au Mali après le départ des Français[266].

- Turquie : avant le déclenchement de Serval, le 9 janvier, le Premier ministre, Recep Tayyip Erdoğan, avait déclaré durant une visite au Niger que si la voie diplomatique n'est pas possible, « une intervention [militaire] ne pourrait être considérée que comme un remède de dernière solution »[267]. Le 16 janvier, après avoir dit que la Turquie « respecte l'intégrité territoriale et la stabilité politique du Mali », le porte-parole du ministère des affaires étrangères Selcuk Unal répond à une question sur l'opération française en disant que « la Turquie ne préfère pas les actions et les opérations unilatérales »[268]. Un communiqué du ministère des affaires étrangères du 17 janvier réclame « la mise en œuvre rapide de la Résolution 2085 du Conseil de sécurité des Nations unies », soutient les résolutions de l'OUA et de la Cédéao sur le Mali et fait part de la concertation le même jour entre le ministre des affaires étrangères Ahmet Davutoğlu et le secrétaire de l'Organisation de la coopération islamique Ekmeleddin İhsanoğlu[269].

- Émirats arabes unis : évoquant une aide humanitaire, le ministre des Affaires étrangères, Anwar Mohammed Gargash, déclare le 16 janvier : « nous sommes en consultations étroites avec les pays voisins du Mali et les organisations internationales pour rallier les efforts fournissant de l'aide aux citoyens maliens »[270].

### Réactions politiques au Mali
En septembre 2012, un porte-parole de l'ex-junte déclarait « Nous ne voulons pas de soldats de la Cédéao sur notre sol », tout en accueillant favorablement l'envoi de formateurs et d'appui logistique notamment aérien, puis en décembre 2012, il est rapporté qu'Amadou Sanogo a déclaré à la télévision publique ne pas être « opposé » au déploiement d'une force internationale dans le nord du Mali.
Le 13 janvier 2013, en réaction à l'opération Serval, Amadou Sanogo déclare que la France a joué « un rôle capital » aux côtés de l'armée malienne.
Dans un communiqué, le MNLA parle d'exactions de l'armée malienne sur les populations de l'Azawad et critique l'« incapacité » de la France à y faire face.
À Kidal, le 24 janvier 2013, un dirigeant d'Ansar Dine, Alghabass Ag Intallah déclare quitter ce mouvement pour fonder un nouveau mouvement nommé « Mouvement islamique de l'Azawad », et réclame un cessez-le-feu et la poursuite des pourparlers entamés avec les diplomaties algérienne et burkinabé, en vue d'une « large autonomie » de l'Azawad.
L'État d'urgence instauré le 11 janvier est prorogé de trois mois par l'assemblée nationale le 25 janvier.
À Kidal, le 27 janvier, des manifestants, principalement des femmes, réclament « une solution négociée avec le MNLA ».
L'Assemblée nationale adopte le 29 janvier à l'unanimité une « feuille de route » prévoyant que les élections seront organisées après le recouvrement total de l'intégrité territoriale du Mali, et que les opérations de vote utiliseront la biométrie. Le président par intérim indique le même jour en marge d'une réunion de l'OUA à Addis-Abeba qu'il espère organiser les élections avant le 31 juillet 2013.
Fin 2013, un sondage de la chaîne Al Jazeera indiquait que 96 % des habitants de Bamako soutenaient l'intervention française.

### Réactions politiques en France
La France déclenche l'opération Serval le 11 janvier 2013 alors que le président François Hollande avait affirmé trois mois jour pour jour auparavant, le 11 octobre 2012, qu'« on peut donner un appui matériel, on peut former, mais la France n'interviendra pas ». Il ajoutait lors d'un entretien donné à des journalistes de France 24, RFI et TV5 Monde qu'« il n’y aura[it] pas d’hommes au sol, pas de troupes françaises engagées ».
Ce renversement politique reçoit un soutien quasi unanime de la classe politique et de l'opinion française. En contraste, il convient de noter les prises de position réservées de Dominique de Villepin et Valéry Giscard d'Estaing à droite et de Noël Mamère (EELV) et Jean-Luc Mélenchon (PG) à gauche ainsi que l'opposition d'Olivier Besancenot (NPA) à l'extrême gauche.
Dominique de Villepin estime qu'« aucune des conditions de la réussite n'est réunie ». Valéry Giscard d'Estaing, tout en approuvant l'arrêt de l'avancée vers Bamako des forces djihadistes, met en garde contre des frappes aériennes qui toucheraient les populations civiles et contre ce qu'il appelle « une évolution (…) de type néo-colonialiste ». Le 16 janvier, Alain Juppé émet des doutes sur la pertinence d'une opération au sol.
La direction du NPA (Olivier Besancenot, Philippe Poutou et Christine Poupin) publie, le 21 janvier dans Libération, une tribune dans laquelle ils font part de leur opposition totale à la guerre.
Pour renforcer la surveillance du territoire face aux menaces terroristes, le plan Vigipirate, déjà au stade rouge de par le passé, est « renforcé ».
D'après des sondages, environ 55 % des Français déclarent soutenir l'intervention au Mali en janvier 2013. Mais, ils ne sont plus que 45 % en mars.
Le Premier ministre informe le Parlement le 16 janvier 2013 du déroulement des opérations. Jean-Yves Le Drian annonce sur RTL qu'au 26 février 2013, l'opération Serval a coûté « plus de 100 millions d'euros ».
En mars 2013, Nicolas Sarkozy conteste sévèrement l'intervention (« Que fait-on là-bas ? Sinon soutenir des putschistes et tenter de contrôler un territoire trois fois grand comme la France avec 4 000 hommes ? La règle, c'est qu'on ne va jamais dans un pays qui n'a pas de gouvernement. »). Quelques jours plus tard, François Hollande répond en saluant le succès de l'opération (« L'histoire retiendra que cette opération, qui a été faite au nom de la communauté internationale, avec le soutien de l'Europe, est une étape très importante dans la lutte contre le terrorisme »).
Finalement, en 2014, l'opération Serval apparait comme un succès militaire (adversaires repoussés, Mali stabilisé), mais couteuse et sans bénéfice politique pour le président,. Elle représente néanmoins « un infléchissement brutal vers une posture « guerrière » du pouvoir » ; Sacha Mandel, conseiller en communication de Jean-Yves Le Drian et responsable des éléments de langage de l'opération Serval, confie ainsi au Monde avoir refusé de « passer par des expressions imbitables ou du technolangage comme en Afghanistan » pour privilégier le terme de « guerre » : « ça situait le niveau d'enjeu et ça prévenait qu'on allait avoir des morts. […] La vraie innovation, c'est qu'on a utilisé le mot "guerre" pour la première fois en France depuis la guerre d'Algérie. C'est la guerre décomplexée ».

### Autres réactions
En Algérie, la presse critique l'intervention militaire et accuse la France de « colonialisme ».
Reporters sans frontières dénonce, le 16 janvier 2013, l'impossibilité pour les journalistes de mener à bien leur travail sur le terrain : « En période de conflit, c’est aux journalistes et à leurs médias, et non aux militaires, de déterminer les risques qu’ils sont prêts à prendre dans la collecte de l’information ».

## Fin de l'opération
En 2014, il est décidé de remplacer les opérations Épervier et Serval par l’opération Barkhane, qui est officiellement lancée le 1er août en appui aux pays partenaires de la bande sahélo-saharienne, avec la mission de lutter contre les groupes jihadistes et d’empêcher la constitution de sanctuaires terroristes dont le quartier-général est établi à N’Djamena.